# Euskadi Ta Askatasuna
Euskadi Ta Askatasuna (ETA; «País Vasco y Libertad» en euskera) fue una organización terrorista nacionalista vasca que se proclamaba independentista, abertzale, socialista y revolucionaria. Durante sus sesenta años de historia, entre 1958 y 2018, surgieron diferentes organizaciones con el mismo nombre como resultado de diversas escisiones, coexistiendo en varias ocasiones algunas de ellas, de las cuales solo sobreviviría la conocida como ETA militar. 
Fundada en 1958 por varios miembros de Ekin, organización radical escindida de las juventudes del Partido Nacionalista Vasco, su objetivo fue la constitución de un Estado socialista en lo que el nacionalismo vasco considera los siete territorios de Euskal Herria y su independencia de España y Francia. A partir de finales de la década de 1960, sus integrantes, llamados «etarras», comenzaron a utilizar el asesinato, el secuestro y la extorsión económica para lograr este fin. Sus principales objetivos fueron guardias civiles, policías y militares españoles, aunque el 41 % de sus víctimas mortales fueron civiles, entre ellos: jueces, políticos, periodistas, empresarios y catedráticos, además de personas cuya muerte ha sido considerada por ETA como «accidental» o como un «daño colateral». Cometió su primera acción violenta el 18 de julio de 1961, su primer asesinato el 7 de junio de 1968 y el último el 16 de marzo de 2010. Anunció el cese definitivo de su actividad armada el 20 de octubre de 2011. Desarmada en abril de 2017, el 3 de mayo de 2018 anunció su disolución.
También participó en la vida política a través de una red de partidos políticos, sindicatos y asociaciones, destacadamente a través de Herri Batasuna. Desde la década de 1980, ETA declaró y rompió numerosas treguas y altos al fuego, negociando en varias ocasiones con los sucesivos Gobiernos de España. La sucesión de atentados como el atentado de Hipercor (1987) o el asesinato de Miguel Ángel Blanco (1997), entre otros, acrecentaron la reacción social contra ETA. La aprobación en 2002 de la Ley Orgánica de Partidos Políticos, que prevé la ilegalización de partidos que apoyen de forma reiterada y grave la violencia y el terrorismo, llevó a la ilegalización de Batasuna, Herri Batasuna, Acción Nacionalista Vasca y el Partido Comunista de las Tierras Vascas, entre otros. Los recursos presentados por estos partidos fueron desestimados por el Tribunal Constitucional español y por el Tribunal Europeo de Derechos Humanos de Estrasburgo.
A lo largo de su historia, se estima que la organización asesinó a 864 personas, entre ellas 22 niños. Habría llegado a ingresar 120 millones de euros mediante atracos, secuestros, tráfico de armas y extorsión económica, así como la recolecta de fondos en herriko tabernas (bares de simpatizantes de la izquierda abertzale) y en algunas txosnas (casetas de las fiestas populares). La organización extorsionó a 10 000 empresarios mediante el llamado «impuesto revolucionario», generalmente a través de amenazas de muerte. Un número indeterminado de personas emigraron del País Vasco a causa de ETA. Una publicación de 2018 afirma que la actividad de ETA tuvo un coste económico de 25 000 millones de euros entre 1970 y 2003. Aunque considerada parte de la oposición al franquismo, el 95 % de sus asesinatos tuvieron lugar después de la muerte de Francisco Franco. Más de dos tercios de los asesinados eran vascos o navarros.

## Denominación

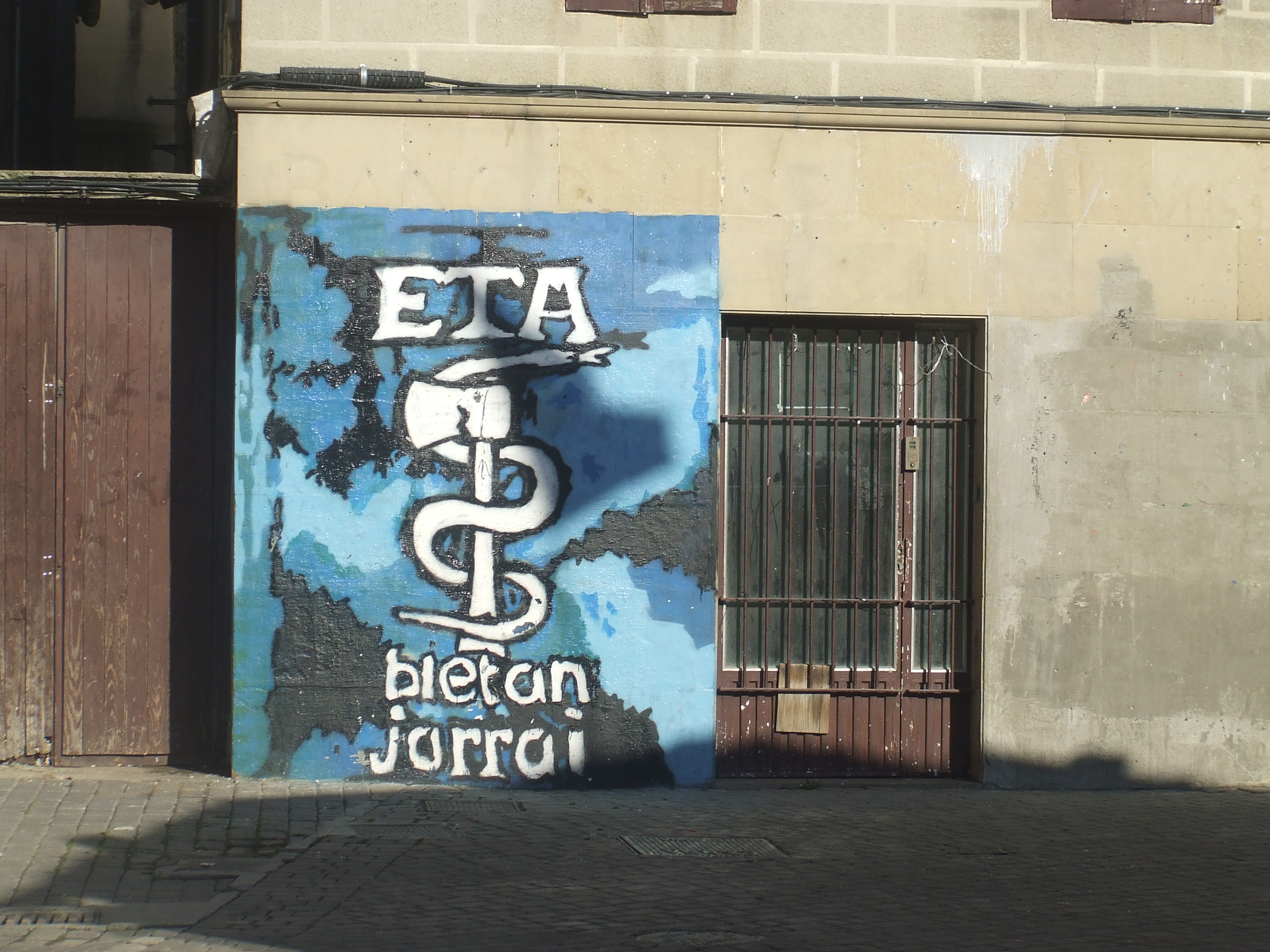
Grafiti que reproducía el anagrama de ETA, creado por Félix Likiniano, con la imagen de una serpiente enrollada a un hacha sobre el lema Bietan jarrai.

Los integrantes de ETA suelen ser llamados «etarras», un neologismo creado por la prensa a partir del nombre de la organización y el sufijo vasco con el que se forman los gentilicios en euskera (en un primer momento, se les llamó «etistas»). En euskera, la denominación es etakideak, plural de etakide («miembro de ETA»), si bien tal denominación no se usa en castellano. 
Los miembros y partidarios de la organización suelen autodenominarse como «gudaris» (gudariak, en euskera), que significa «guerreros», «combatientes» o «soldados». Se trata del nombre que recibían los combatientes nacionalistas vascos que lucharon contra los sublevados durante la Guerra Civil de 1936 a 1937.

## Historia

### Antecedentes y orígenes
En los años 50, la dictadura franquista obtuvo mayor reconocimiento internacional. Así, el Partido Nacionalista Vasco (PNV) fue desposeído de su céntrica sede en París en 1951 y Franco firmó un Concordato con la Iglesia católica en 1953, fallando la estrategia occidentalista por vías diplomáticas que durante esos años había desarrollado el PNV.

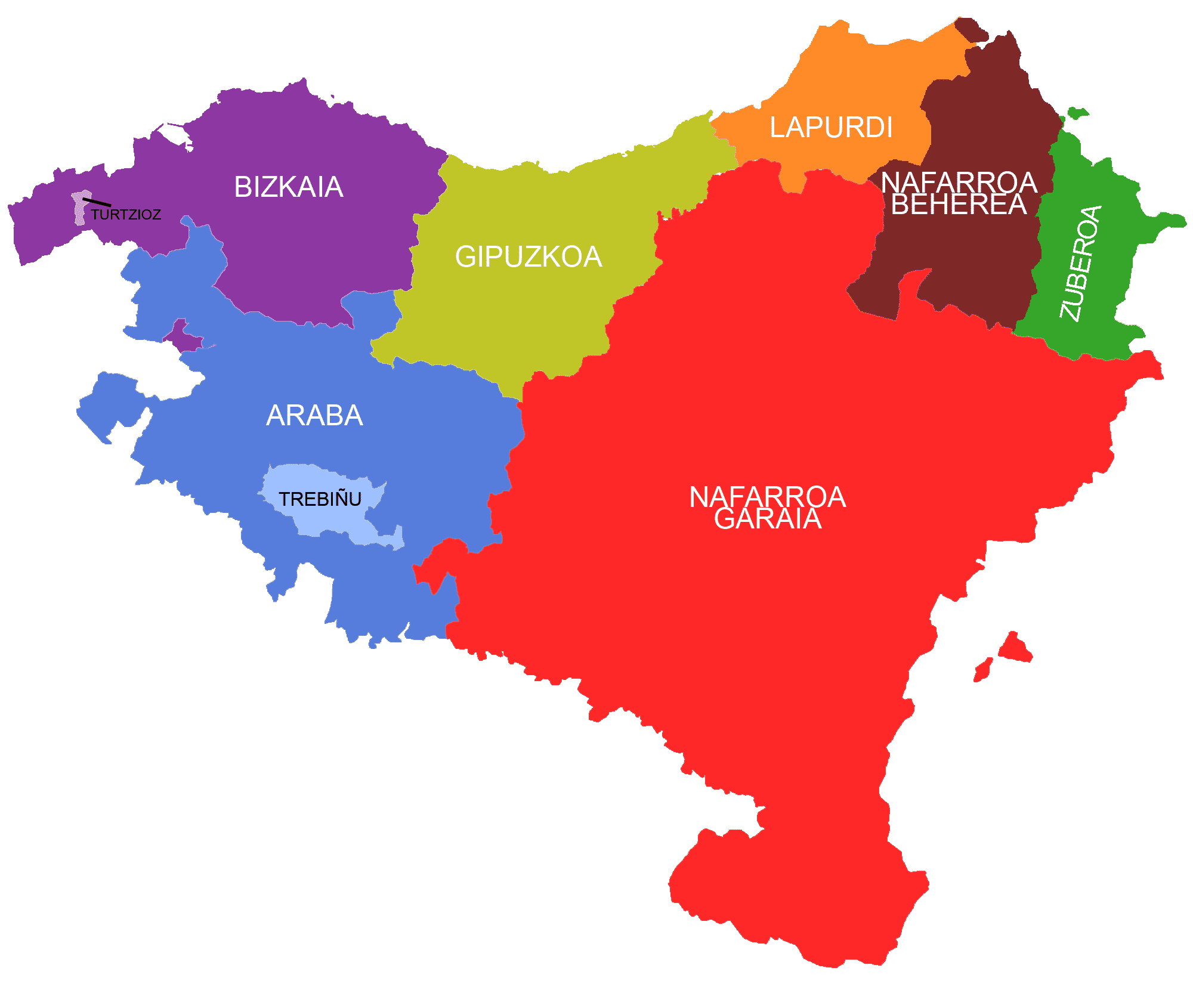
Mapa del territorio reclamado por ETA para la creación de un Estado vasco. Los tres territorios del noreste están en Francia; el resto, en España.

En 1952 se organizó un grupo de estudio universitario con el nombre Ekin («acometer» en euskera) en Bilbao. En un principio Ekin organizaba charlas y cursos clandestinos sobre euskera e historia. A partir de 1953, y a través del Partido Nacionalista Vasco, el grupo tomó contacto con su organización juvenil, Euzko Gaztedi Indarra (EGI). En 1956 ambas asociaciones se fusionaron, redactando una ponencia conjunta en el primer Congreso Mundial Vasco celebrado ese mismo año en París, en el que apostando por el relevo generacional, diferían de las directrices del partido. En 1958 se vislumbraron tensiones en el interior de la asociación en confrontación con los altos dirigentes del PNV, que llevaron a la expulsión de dirigentes de Ekin y que motivó la posterior escisión en el mes de mayo de ambos grupos puesto que Ekin propugnaba una estrategia de «acción directa» y actuar así como un movimiento de resistencia vasco, en una época en la que abundaban las luchas de liberación nacional en el tercer mundo, como la descolonización de Argelia.
Euskadi Ta Askatasuna se constituyó en 1958. Inicialmente también se consideró el nombre Aberri Ta Askatasuna («Patria y Libertad»), pero fue descartado porque su acrónimo ATA significa «pato» en euskera guipuzcoano. Por este motivo, José Luis Álvarez Emparanza "Txillardegi" propuso el nombre Euskadi Ta Askatasuna (ETA), que se decidió en una reunión entre Benito del Valle, Julen Madariaga, Iñaki Larramendi y Txillardegi en Deva a finales de 1958. Usaron dicho nombre públicamente por primera vez en una carta dirigida a Jesús María Leizaola, lendakari en el exilio, el 31 de julio de 1959, día en el que se celebraba tanto la festividad de San Ignacio de Loyola como el 64.º aniversario de la fundación del PNV. En 1959 la organización tenía junta directiva colegiada formada por Eneko Irigarai, David López Dorronsoro, Txillardegi, Benito del Valle, José Manuel Agirre, Julen Madariaga, Alfonso Irigoien, Patxi Iturrioz, Iñaki Larramendi, Mikel Barandiarán, Rafael Albisu e Iñaki Gainzarain.

### Primeras asambleas y primeros atentados

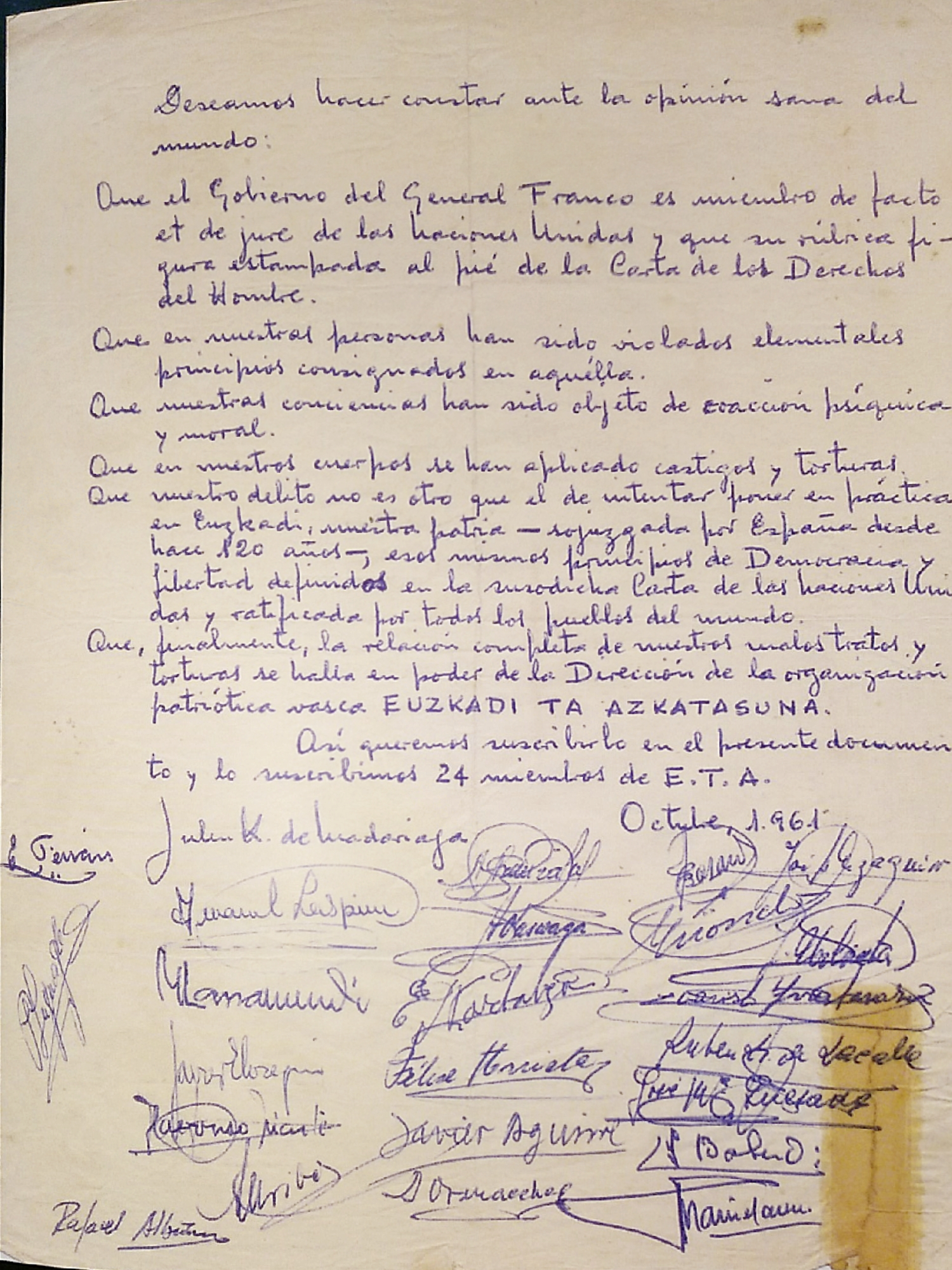
Carta de 24 miembros de ETA detenidos en 1961.

El 25 de octubre de 1959 explotó una bomba casera en la sede del periódico Alerta en Santander. El mes siguiente hubo explosiones similares en el Gobierno Civil de Vitoria y la jefatura de policía de Bilbao. Un informe confidencial del consulado de Estados Unidos en Bilbao, sacado a la luz en 2019, atribuyó estos ataques a "nacionalistas vascos" a los que identificó con ETA el 7 de diciembre de 1959.
ETA cometió su primera acción violenta confirmada el 17 de julio de 1961, al intentar hacer descarrilar un tren que transportaba a un grupo de franquistas que viajaban a San Sebastián para conmemorar el 25 aniversario del golpe de Estado de julio de 1936, que marcó el inicio de la guerra civil española. El ataque fracasó completamente y tuvo como consecuencia la identificación de ETA por la Brigada Político-Social y la detención de una treintena de sospechosos, siete de los cuales fueron condenados a prisión. ETA se dio así cuenta de que no estaba preparada todavía para la acción violenta.
Algunos autores consideran que la primera víctima mortal fue la niña de veintidós meses de edad, Begoña Urroz Ibarrola, fallecida el 27 de junio de 1960 al explotar una bomba en una consigna de la estación de Amara en San Sebastián. El régimen franquista atribuyó el atentado a «elementos extranjeros, en cooperación con separatistas vascos y comunistas españoles» y más tarde la policía franquista señaló al Directorio Revolucionario Ibérico de Liberación (DRIL) —un efímero grupo hispanoluso antifranquista y antisalazarista fundado en 1959— como autor de este y otros atentados que habían tenido lugar por aquellas fechas. En 1992, el vicario general de la diócesis de San Sebastián, José Antonio Pagola, basándose en el testimonio de una catequista, atribuyó este atentado a ETA. El exministro y catedrático Ernest Lluch recogió esta versión y en 2000 publicó un artículo en el diario El Correo, donde exponía que habría indicios de que Begoña Urroz fuera la primera víctima de ETA. En 2010, el Congreso de los Diputados oficializó esta versión y declaró el 27 de junio como «Día de las víctimas del terrorismo». Sin embargo, como indican los historiadores Santiago de Pablo, Iñaki Egaña, Gaizka Fernández Soldevilla, y el periodista Xavier Montanyà, que tuvo acceso a los archivos policiales desclasificados, no hay fuentes fiables que permitan asegurar la autoría de ETA, mientras que todo parece indicar que se trató del DRIL.

#### La Primera Asamblea (1962)
Su ideario, plasmado en su I Asamblea, celebrada en el monasterio benedictino de Nuestra Señora de Belloc de Urt (Francia) en mayo de 1962, se basaba en:
- La independencia del País Vasco, comprendiendo este los territorios españoles y franceses de Álava, Guipúzcoa, Labort, Alta Navarra, Baja Navarra, Sola y Vizcaya.
- La definición de ETA como Movimiento Revolucionario Vasco de Liberación Nacional, rehuyendo su consideración como un mero partido político.
- La defensa del euskera como elemento definidor de la identidad nacional vasca, superando la concepción racial defendida en su día por Sabino Arana.
- La defensa de la democracia representativa, con rechazo expreso de fascismo y comunismo.
- La defensa de la aconfesionalidad del Estado, rompiendo también en este punto con el catolicismo del nacionalismo vasco tradicional.[40]

#### La Segunda Asamblea (1963)
En 1962, el ideólogo exiliado Federico Krutwig, bajo el pseudónimo de "Fernando Sarrailh de Ihartza", en su obra Vasconia define a ETA como un «Movimiento Revolucionario Vasco de Liberación Nacional, creado en la resistencia patriótica, e independiente de todo otro partido, organización u organismo».
En la Segunda Asamblea, celebrada en Capbreton en marzo de 1963, se va definiendo el carácter izquierdista de la organización, que se autodefine como socialista. De esta forma se va alejando de la tradición conservadora y católica del PNV.
En 1964, el ilegalizado PNV muestra su desvinculación con ETA. Para ello, con el fin de desmentir ciertos rumores, declara públicamente «que la organización conocida con las siglas E.T.A. ni es núcleo activista, ni sección terrorista de nuestro partido, ni tiene con este ningún lazo de disciplina», rechazando sus métodos violentos.

#### La Tercera Asamblea (1964)
En la Tercera Asamblea, que se celebró en Bayona entre abril y mayo de 1964, se tomó la decisión de que la lucha armada era el mejor modo de conseguir los fines propuestos. La ponencia se publicó más tarde con el título La insurrección en Euskadi. Además, se decidió unánimemente la ruptura con el PNV, cuya labor ETA consideraba «contraria a los intereses de la liberación nacional».

### Cuarta Asamblea: las tres corrientes (1965)
A partir de la Cuarta Asamblea aparecen algunas de las líneas de fractura que dividirán a los miembros de la organización, lo que se evidenciará más en asambleas posteriores al dar lugar a varias escisiones. Resumiendo, por una parte hay una tensión ideológica entre quienes dan preeminencia a los aspectos más nacionales o vasquistas de la actividad de ETA y quienes privilegian la implicación en las luchas obreras que sacuden a toda España en esos años. Por otra, se discute sobre el grado de importancia que deben tener en el quehacer de la organización las luchas netamente políticas de un lado y la actividad armada de otro. La Cuarta Asamblea se inició en agosto de 1965 en la Casa de Ejercicios Espirituales de los jesuitas de Loyola de la localidad guipuzcoana de Azpeitia y continuó en una cabaña de las campas de Urbía, lugar próximo al Santuario de Aránzazu, al ser sorprendidos algunos delegados del exilio de camino a la primera sede. En ella se marcaron tres tendencias:
- Los «culturalistas» o «etnolingüistas», que representaban el sector más vasquista, encabezados por José Luis Álvarez Enparantza Txillardegi.
- Los «obreristas», de ideología comunista, que supeditaban la liberación nacional a los intereses de clase, y cuyo líder era Patxi Iturrioz.
- Los «tercermundistas» o «anticolonialistas», encabezados por José Luis Zalbide, que eran otro sector de izquierdas y nacionalista partidario de establecer un vínculo entre la lucha por la independencia vasca y las luchas de liberación nacional que se estaban dando en varios países del Tercer Mundo frente a las potencias coloniales.

En esta asamblea se aprobó definitivamente el uso de la violencia armada como una de las formas de acción habituales de la organización. También se aprobó el uso de la violencia para conseguir fondos económicos. Su primer atraco a mano armada tuvo lugar en la localidad guipuzcoana de Vergara el 24 de septiembre de 1965.

### Quinta Asamblea: ETA Berri y ETA Zaharra (1966-67)
La Quinta Asamblea da lugar a la primera escisión. Se realizó en dos fases: la primera, en diciembre de 1966, en la casa parroquial de Gaztelu (Guipúzcoa); la segunda, en marzo de 1967, en la casa de ejercicios espirituales de la Compañía de Jesús de Guetaria (Guipúzcoa). En la asamblea estallaron las divergencias entre obreristas y los dos sectores nacionalistas formados en la Cuarta Asamblea. Los obreristas, tachados de «españolistas» por su pretensión de priorizar la alianza con grupos de izquierdas de todo el territorio español, se escindieron en una organización que llamaron ETA Berri (Nueva ETA), mientras que los otros dos sectores quedaron encuadrados en la llamada ETA Zaharra (Vieja ETA), que pronto volvería a ser ETA a secas. Por su parte, ETA Berri renunciaría a la pugna por las siglas, pasaría a denominarse Komunistak y posteriormente se transformaría en el Euskadiko Mugimendu Komunista (EMK), contribuyendo a crear un partido político de ámbito español llamado Movimiento Comunista (MC).
En ETA Zaharra, el sector tercermundista arrinconó y apartó del poder al sector culturalista de Txillardegi, que dejó la organización formando un colectivo agrupado en torno a la revista Branka. En la Quinta Asamblea se decide también crear los cuatro frentes o grupos de trabajo interno que mantendrá la organización a lo largo de los años: político, militar, económico y cultural.
El 7 de junio de 1968 se produjo el primer asesinato de ETA: el del guardia civil José Antonio Pardines Arcay en un control de carretera. Dos meses después, el 2 de agosto, ETA cometió su primer atentado premeditado: el asesinato de Melitón Manzanas, jefe de la policía secreta de San Sebastián y represor de la oposición a la dictadura franquista. Como reacción, se declaró el estado de excepción en Guipúzcoa y la prensa del Movimiento comenzó a difundir una imagen manipulada y alarmista de la organización. A lo largo de 1968 se produjeron un total de 434 detenidos, 189 encarcelados, 75 deportados y 38 exiliados. En abril de 1969, una nueva oleada de detenciones dejó la organización sin capacidad operativa y con su dirección desmantelada.

### El Proceso de Burgos y la Sexta Asamblea: ETA-V y ETA-VI (1970)
En diciembre de 1970, dieciséis miembros de ETA fueron juzgados y seis de ellos condenados a muerte en el denominado Proceso de Burgos. Las movilizaciones populares en solidaridad con los encausados y la presión internacional hicieron que las penas de muerte fueran conmutadas, como ya lo habían sido antes las de otros dos miembros de ETA. La repercusión del juicio proporcionó una gran publicidad internacional a la organización que acababa de sufrir una nueva escisión.
En la Sexta Asamblea, celebrada en agosto de 1970 en Itxassou, resurgieron con fuerza las tensiones entre un sector «militarista» partidario de la preeminencia de la actividad terrorista y un sector llamado otra vez «obrerista» que abogaba por la supeditación de la lucha armada a la lucha política en alianza con las organizaciones obreras. Este último sector era mayoritario durante la celebración de la asamblea. Su decisión de poner coto a la actividad armada provocó que el sector militarista se negase a aceptar las resoluciones de la asamblea, creando una escisión que llamarán ETA Quinta Asamblea Askatasuna ala hil ('Libertad o muerte') o ETA-V. Por su parte, el sector mayoritario comenzó a emplear la denominación ETA VI Asamblea Iraultza ala hil ('Revolución o muerte') o, abreviadamente, ETA-VI.
Sin embargo, ETA-V logra hacerse con el control de la organización, en la que se integra un sector de EGI (denominado EGI-Batasuna), las juventudes del PNV, partidario de la lucha armada. ETA-VI, por su parte, se divide en dos grupos, el mayoritario (llamado de los mayos) y el minoritario (minos). El primero aprueba en 1973 unirse al partido trotskista español Liga Comunista Revolucionaria (LCR), que después daría lugar al partido vasco Liga Komunista Iraultzailea (LKI). El otro sector, el de los minos, se disolverá al integrarse sus miembros en otras organizaciones como la ORT y el PCE, o incluso en la propia ETA-V (denominada de nuevo simplemente ETA).

### La segunda Sexta Asamblea: ETA militar y ETA político-militar (1973-75)
La Sexta Asamblea de 1973 (puesto que la facción que se queda con el nombre de ETA no reconoce la anterior Sexta Asamblea) es la que provoca las últimas y más importantes escisiones hasta la fecha. Se celebra en dos partes, la primera en la localidad vascofrancesa de Hasparren en agosto de 1973, y la segunda tras el atentado de la calle Correo de Madrid. En la primera parte resurgen las tensiones entre militaristas y obreristas, que se plasman en dos sectores enfrentados y con poca comunicación entre ellos. Los militaristas deciden unilateralmente atentar contra Carrero Blanco en diciembre de 1973, provocando la escisión del sector obrerista, que se constituirá en Langile Abertzale Iraultzaileen Alderdia (LAIA), abandonando ETA. En 1973 también se secuestró al empresario navarro Felipe Huarte Beaumont, que fue posteriormente liberado al pagar 50,000,000 de pesetas (300,000 euros actuales). Este fue uno de los primeros secuestros de ETA con motivo económico.
Tras el atentado de la cafetería Rolando, durante la celebración de la segunda parte de la asamblea resurge la antigua discrepancia entre los que abogan por la prioridad absoluta de la actividad terrorista y quienes desean supeditarla a las luchas políticas. Así surgen los «militares» (milis, esencialmente procedentes del Frente Militar) y los «político-militares» (poli-milis, procedentes del Frente Obrero), que se escindirán en dos organizaciones: ETA militar (ETA-m, ETA (m) o ETA mili) y ETA político-militar (ETA-pm, ETA (pm) o ETA poli-mili), siendo esta última la mayoritaria.
El 27 de septiembre de 1975 fueron fusilados tres miembros del FRAP —José Humberto Baena, José Luis Sánchez Bravo y Ramón García Sanz— y dos de ETA político-militar —Juan Paredes Manot y Ángel Otaegui—. Estas ejecuciones, las últimas de la dictadura de Francisco Franco, poco antes de su muerte, levantaron una ola de protestas y condenas contra el Gobierno de España, dentro y fuera del país, tanto a nivel oficial como popular.

### La transición democrática

#### ETA político-militar
Por tanto, cuando se inicia la transición a la democracia española no hay una ETA sino dos. ETA-pm apoyó la fundación de un partido político que representara el ideario de la organización ante las elecciones generales de 1977, Euskal Iraultzarako Alderdia ('Partido para la Revolución Vasca', EIA), que participó en dichas elecciones a través de la candidatura Euskadiko Ezkerra. ETA-pm mantuvo durante años una relación de interdependencia con EIA hasta que la deriva militarista de la organización (asesinato de dos dirigentes vascos de UCD a finales de 1980) llevó a los dirigentes del partido a tomar una postura crítica ante el terrorismo. En 1982, la facción Séptima Asamblea de ETA-pm aceptó la amnistía concedida por el Gobierno de España a todos los presos etarras aunque tuvieran delitos de sangre, abandonando la violencia e integrándose en el partido político Euskadiko Ezkerra («izquierda del País Vasco», que en 1993 se fusionaría con el Partido Socialista de Euskadi, federación vasca del PSOE). El abandono de la violencia, decidido por los dirigentes de la Séptima Asamblea de ETA-pm, fue contestado por buena parte de su militancia (los "milikis"), que se integró en ETA-m (que en adelante, volvió a ser conocida simplemente como ETA), en especial los llamados comandos bereziak (especiales), dedicados a las acciones violentas más importantes. Algunos de los dirigentes de lo que en adelante sería ya la única ETA procedían de ETA-pm, como Antxon o Pakito. También se debe a personas de esta procedencia la llamada Alternativa KAS (programa marco político de la Koordinadora Abertzale Sozialista, órgano colectivo de una parte importante de la izquierda abertzale).

#### ETA militar
ETA militar, igual que los partidos EHAS y LAIA, boicoteó las elecciones generales de 1977, al mantener que no se habían conseguido las condiciones mínimas para la participación (libertades democráticas y amnistía general). La organización terrorista intentó convencer al PNV de que se uniese a su postura abstencionista durante las denominadas conversaciones de Chiberta (País Vasco francés), pero el partido se negó, apostando por la vía institucional. El PNV, además, formó un Frente Autonómico para el Senado con ESEI y el PSE-PSOE, el principal partido vasco no nacionalista.
ETA-m consideraba que con el sistema constitucional posterior a 1978 las cosas no habían cambiado sustancialmente, ya que consideró la naciente democracia como una continuación de la dictadura franquista. En 1978, reforzada por la unión de los berezis, una escisión militarista de ETA-pm, ETA-m cambió de estrategia y adoptó la conocida como "de la negociación" o "guerra de desgaste", que consistía en asesinar a miembros del Ejército y de las Fuerzas y Cuerpos de Seguridad del Estado para presionar al Gobierno y obligarle a aceptar la "Alternativa KAS". Por otra parte, para no dejar el campo político libre a ETA-pm, apoyó la creación de la coalición Herri Batasuna (HB), que en un principio era una alianza autónoma de cuatro partidos políticos (HASI, LAIA, ESB y ANV). ESB y LAIA abandonarían HB en 1980 en desacuerdo con el papel predominante de KAS dentro de la coalición y su negativa a que HB participase en las instituciones, lo que se ha interpretado como que ETA-m tomó el control de HB y consiguió expulsar a los críticos.
Los atentados terroristas aumentaron en número e intensidad. Destacan el secuestro y asesinato de José María Ryan, ingeniero-jefe de la central nuclear de Lemóniz en 1981, que formó parte de la estrategia de ETA-m de instrumentalizar los movimientos sociales autónomos que habían ido surgiendo en Euskadi. El primer atentado con coche bomba en Madrid, en septiembre de 1985, tuvo como resultado un muerto y 16 heridos; en Madrid una bomba en la plaza de la República Dominicana mató en julio de 1986 a 12 guardias civiles e hirió a 50; o el atentado de Hipercor, el 19 de junio de 1987, cuando pusieron una bomba en un centro comercial de Barcelona, que causó la muerte de 21 personas e hirió a 45. ETA explicó en un comunicado que había avisado previamente de la colocación de la bomba y que la policía no desalojó el local. Sin embargo, los avisos eran confusos: informaban de que la bomba explotaría a las 15:30 pero no advertían de que estaba colocada en un coche. Al no encontrarse ningún paquete sospechoso y pasar la hora señalada, se consideró innecesario evacuar el comercio. Pocos meses más tarde, ETA perpetró un atentado contra la casa-cuartel de la Guardia Civil de Zaragoza en el que murieron once personas (cinco de ellas, niñas).
Durante la dictadura franquista, y gran parte de la democracia, ETA disfrutó de la tolerancia del gobierno francés, que permitía a sus integrantes moverse libremente por su territorio, creyendo así contribuir al fin del régimen franquista. Se hablaba entonces del «santuario francés» de ETA. En los últimos años de la banda terrorista, Francia colabora intensamente con las autoridades españolas en la lucha contra ETA.

### La guerra sucia contra ETA
Entre 1975 y 1980 operaron diversos grupos como Alianza Apostólica Anticomunista (AAA o "Triple A"), Antiterrorismo ETA (ATE), Grupos Armados Españoles (GAE), Guerrilleros de Cristo Rey, Batallón Vasco Español (BVE) y otros de menor resonancia, como los Comandos Antimarxistas, todos ellos afines a la dictadura franquista.
Tras la victoria electoral socialista de 1982 surgen los Grupos Antiterroristas de Liberación (GAL). Desde 1983 hasta 1987, iniciaron sus acciones terroristas de "guerra sucia" contra ETA, atribuyéndoseles el asesinato de 27 personas. Estos atentados y secuestros fueron perpetrados en su mayoría por mercenarios franceses contratados por policías españoles, financiados con fondos reservados, y organizados desde el propio ministerio del Interior, a través de responsables de la lucha antiterrorista del País Vasco.
Atendiendo a las diversas fuentes, entre 1960 y 1989 el número total de víctimas mortales provocadas por los diferentes grupos parapoliciales o de extrema derecha oscilaría entre 66 y 73 (solo 2 de ellas de 1960 a 1975). Se excluyen de esas cifras los 77 casos que necesitan mayor investigación y aún están sin atribuir ni esclarecer.
Por el secuestro en 1983 de Segundo Marey, un vendedor de mobiliario de oficinas al que confundieron con Mikel Lujúa, por entonces dirigente de ETA, el Tribunal Supremo condenó en julio de 1998 a penas de cárcel a José Barrionuevo, ministro de Interior; Rafael Vera, secretario de Estado para la Seguridad; Ricardo García Damborenea, secretario general del PSOE en Vizcaya; Francisco Álvarez, Jefe de la Lucha Antiterrorista; Miguel Planchuelo, jefe de la Brigada de Información de Bilbao; José Amedo, subcomisario de la policía; Julián Sancristóbal, gobernador civil de Vizcaya; por secuestro y malversación de caudales públicos, y a Michel Domínguez, policía. En septiembre de 1998 ingresaron en la cárcel y tres meses después, Vera y Barrionuevo, condenados a diez años de prisión, fueron excarcelados gracias a un indulto parcial del Gobierno presidido por José María Aznar.
En marzo de 1999, la Audiencia Nacional dictó auto de procesamiento por secuestro, lesiones y asesinato en relación con dos miembros de ETA, José Antonio Lasa y José Ignacio Zabala, secuestrados en Bayona (Francia) en 1983 y cuyos cadáveres torturados fueron descubiertos cerca de Alicante, en el sureste español, en marzo de 1995. En 2000, el exgeneral de la Guardia Civil, Enrique Rodríguez Galindo, fue condenado por el Tribunal Supremo a 75 años de cárcel. También se condenó por este caso al exgobernador civil de Guipúzcoa, José Julián Elgorriaga Goyeneche, y a los ex mandos de la Guardia Civil, Ángel Vaquero Hernández, Enrique Dorado Villalobos y Felipe Bayo Leal, como autores, cada uno de ellos, de dos delitos de detención ilegal y dos delitos de asesinato. Rodríguez Galindo estuvo solo tres años en prisión y cumplió el resto de la condena en arresto domiciliario.
El PSOE siempre ha negado toda responsabilidad respecto a los GAL, ha condenado verbalmente sus crímenes y su entonces presidente, Felipe González, nunca ha sido judicialmente acusado por estos hechos. González refirió: "Yo creo que no se puede decir que fuera terrorismo de Estado. Lo veo ahora con la perspectiva histórica. Si el aparato del Estado hubiera decidido eliminarlos, puede provocar otros problemas, pero termina por eliminarlos (Documental "La Pelota Vasca"). Dejémonos de historias, porque incidentes como los que ha habido en España los ha habido en todos los países en los que una actividad terrorista ha golpeado a la democracia (El País, 27/09/96)"
Durante los años de "guerra sucia" además de los atentados y secuestros se vivió una fuerte tensión en el País Vasco y Navarra y el entorno de ETA se vio impulsado, junto con la crisis derivada de la reconversión industrial, el paro..., por lo que consideraban una evidencia, entonces siempre negada por las autoridades, de que el gobierno socialista estaba detrás de los GAL. Para estos sectores ETA pasaba a ser una víctima y sus atentados una respuesta a las acciones del Gobierno.
En 1986 se fundó la Coordinadora Gesto por la Paz de Euskal Herria, que comenzó a convocar manifestaciones silenciosas en todos los pueblos al día siguiente de cada muerte causada por la violencia política relativa al País Vasco, ya fuera de ETA o del GAL. Ese mismo año, ETA asesinó en Ordicia a María Dolores González Katarain Yoyes, antigua dirigente de la organización, que había decidido dejar la lucha armada y ya se había reinsertado en la sociedad, acusándola de «desertora».
En noviembre de 2010, el que fuera presidente del Gobierno, Felipe González, reconoció en una entrevista a El País que estuvo en sus manos en aquel entonces eliminar a la cúpula de ETA y decidió no hacerlo. Estas declaraciones coinciden en el tiempo con el alto el fuego de ETA de 2010.

### Los pactos entre partidos (1987)
La reacción política a la intensificación de los atentados de ETA fue el inicio de una nueva etapa en la que se firmaron diversos pactos entre partidos:
- Pacto de Madrid: El 5 de noviembre de 1987, los partidos políticos españoles PSOE, AP, CDS, CiU, PNV, PDP, PL, PCE y EE, firmaron una declaración conjunta, conocida como el "Pacto de Madrid"[71] por el que denunciaban la falta de legitimidad de ETA para expresar la voluntad del Pueblo Vasco y, consecuentemente, rechazaban su pretensión de negociar los problemas políticos del Pueblo Vasco, emplazaban formalmente a ETA a abandonar las armas y aceptar las vías democráticas y se solicitaba al Gobierno Vasco que asumiera "el liderazgo en la desaparición de la violencia y el terrorismo, y en la consecución definitiva de la paz"; dichos partidos se pronunciaban a favor de la derogación de la ley antiterrorista.

- Pacto de Ajuria Enea: Otro pacto de gran importancia sería el llamado Pacto de Ajuria Enea,[72][73] firmado el 12 de enero de 1988 por José Antonio Ardanza como lehendakari del Gobierno vasco y por todos los partidos representados en el Parlamento Vasco a excepción de Herri Batasuna: Partido Socialista de Euskadi-PSOE, Partido Nacionalista Vasco, Eusko Alkartasuna, Euskadiko Ezkerra, Alianza Popular y Centro Democrático y Social. El acuerdo se decidía a impulsar en su integridad el Estatuto de Guernica y a intensificar las relaciones del País Vasco con Navarra. Compartían los firmantes de este acuerdo la necesidad e importancia de una acción policial que contribuyera a la erradicación del terrorismo, a la protección de los principios que conforman la convivencia democrática y a la prevención de atentados y la persecución de sus autores; instaba a ETA a renunciar a la vía armada y a HB a reanudar su actividad parlamentaria legitimándose como opción política; respaldaba las políticas de reinserción de los "arrepentidos", los procesos de diálogo si existiera una intención seria por parte de ETA de abandonar las armas, respetando en todo momento el principio democrático irrenunciable de que las cuestiones políticas deben resolverse únicamente a través de los representantes legítimos de la voluntad popular; apoyaba también la derogación de la Ley Antiterrorista y reiteraba el apoyo a las víctimas del terrorismo; reconocía además que la colaboración internacional se convertía en algo imprescindible para la erradicación de la violencia y se comprometían a velar por que la defensa del Estado de Derecho se produjera siempre dentro de la legalidad.

Según el dirigente del PNV Xabier Arzalluz, estos pactos respondían a la estrategia del PSOE de conseguir el apoyo de los partidos a la tregua con ETA que se disponía a realizar.
En 1987 Txomin Iturbe Abasolo, número uno de ETA en ese momento, comenzó a dirigir las conversaciones de Argel, que continuó, tras su muerte ese mismo año, Antxon, hasta su finalización en 1989. Tras la muerte de Txomin en 1987, Josu Urrutikoetxea Bengoetxea Josu Ternera tomó las riendas de la organización, que dirigió hasta ser detenido en 1989. Francisco Mujika Garmendia Pakito compartió liderazgo con él, pasando a hacerlo tras su detención con José Luis Álvarez Santacristina Txelis y Joseba Arregi Erostarbe Fiti (formando el denominado colectivo Artapalo).
El 28 de enero de 1988 ETA anunció un «alto al fuego» de 60 días, que luego alargó varias veces, y se intentó una negociación entre ETA (representada por Eugenio Etxebeste Antxon) y el Gobierno del Partido Socialista Obrero Español, denominada Mesa de Argel, que terminó en mayo sin resultados, finalizando el alto el fuego.
- Plan Ardanza: En ninguno de los anteriores pactos que propugnaban el diálogo se había contado con ETA o su entorno, el MLNV, por lo que el entonces lehendakari, José Antonio Ardanza, argumentó que las posibilidades reales de acabar con la violencia quedaban limitadas. Por ello, el 17 de marzo de 1998, haciendo su personal interpretación de los acuerdos anteriormente mencionados, presentó a la Mesa de Ajuria Enea el llamado "Plan Ardanza", un documento que proponía un diálogo "sin condiciones previas y sin límites de resultados" y exclusivamente entre partidos, previa ausencia de violencia de ETA y una vez se tuviera constancia inequívoca de que ETA quisiera abandonar la violencia. El documento fue apoyado por los partidos miembros de la Mesa salvo el Partido Socialista de Euskadi-PSOE y Alianza Popular, quienes no aceptaban que los representantes vascos pudieran aprobar, por sí solos, enmiendas a la Constitución Española.[75] El plan, considerado el testamento político de Ardanza que se retiraba de la política, fue muy criticado en su día siendo alabado posteriormente por su moderación[cita requerida] y consistía en una reflexión sobre la situación de ETA y HB en ese momento, consideraba que la vía policial no había conseguido ningún resultado y la vía política no funcionaba si se aislaba a HB, por ello, proponía una forma de solucionar el "conflicto":

- Dejar la resolución dialogada del conflicto en manos de los partidos representativos de la sociedad vasca
- Hacer propios los acuerdos que aquellos puedan alcanzar en las instituciones vascas
- Incorporar los acuerdos al ordenamiento jurídico con el fin de que puedan resultar operativos.

El plan fue presentado ante los miembros de la Mesa de Ajuria Enea pero, finalizada sin acuerdo la negociación con ETA, no obtuvo el respaldo del resto de partidos.
- Pacto de Navarra: Muy pronto surgieron las divergencias entre los firmantes de Ajuria Enea y se redactó otro documento el 7 de octubre de 1988,[76] que no fue firmado ni por el PNV, ni por EA, conocido como "Pacto de Navarra", en el que se contenían las ideas del de Ajuria Enea, y así rechazaban en este acuerdo, toda posibilidad de que ETA, o cualquier organización respaldada por la misma, fuera reconocida en negociaciones políticas que pretendieran condicionar el desarrollo libre del sistema democrático, para reafirmar que solo la voluntad del pueblo podía orientar el presente y el futuro de Navarra, pero se enfatizaba especialmente en la condena de las actividades terroristas y el desprecio que generaban en la sociedad. La falta de acuerdo, según Arzalluz[74] vino motivada por la oposición del PP a la política del PSOE de negociar con ETA. Precisamente en Navarra, en junio de 1990, se produjeron los sucesos de la Foz de Lumbier, que acabaron con dos terroristas y un guardia civil muertos y la desarticulación de facto del Comando Nafarroa.[77]

En el atentado contra la casa-cuartel de Vic en mayo de 1991, perpetrado por el comando Barcelona en Vich (Barcelona) fallecieron diez personas, entre ellas una anciana y tres niñas.
En 1992, la cúpula dirigente de ETA al completo (Pakito, Txelis y Fiti) es detenida en Bidart (en Labort, Francia), lo que forzó el cambio de dirección. Tras una tregua de dos meses, adoptan postulados más radicales, siendo la principal consecuencia de este cambio de rumbo la supuesta creación de los «comandos Y», formados por jóvenes (generalmente menores de edad) dedicados a la llamada kale borroka («lucha callejera» en vasco), cuyas actividades incluirían la quema de autobuses y mobiliario urbano, y el lanzamiento de cócteles molotov. Su aparición se atribuyó a una hipotética debilidad de ETA, que les obligaría a recurrir a menores para mantener o aumentar su impacto en la sociedad tras importantes detenciones de sus militantes, incluida su cúpula militar. También empezaron a ser amenazados los concejales de partidos políticos no nacionalistas vascos. Sin embargo, dentro del llamado Movimiento de Liberación Nacional Vasco se niega la existencia de los Comandos Y, y se afirma que su descripción es una maniobra para imponer una mayor pena de prisión a quien realiza estas acciones. El papel de ETA como organizador de la kale borroka ha sido considerado probado por la Audiencia Nacional; por otro lado, desde distintos sectores políticos de izquierda (principalmente de la izquierda abertzale) se niega este papel.
En 1995, la organización lanzó una serie de exigencias al Gobierno de España como condición para el cese de la violencia. La llamada Alternativa Democrática actualizaba y venía a sustituir a la alternativa KAS como propuesta de mínimos para el reconocimiento de Euskal Herria. A partir del reconocimiento por parte del Gobierno de España de la territorialidad vasca, de que la soberanía reside en el pueblo vasco y de que este tiene el derecho de autodeterminación, se derivaría el cese total de las actividades armadas de ETA. El Gobierno de España rechazó las exigencias de ETA, intentó silenciar su difusión y los tribunales procesaron a la mesa nacional de HB por intentar difundirlas aprovechando los espacios gratuitos de publicidad electoral para añadir a su anuncio algunas imágenes extraídas de un vídeo de ETA.

### Los frentes políticos
El 19 de abril de 1995 fracasó un atentado con coche bomba contra el entonces principal líder de la oposición José María Aznar, que pronto sería elegido presidente de Gobierno con el apoyo del PNV; también, según las fuerzas de seguridad, fue abortado el asesinato del rey Juan Carlos I. Así mismo, el 8 de enero de 1996 se desmantela un atentado contra Juan María Atutxa, dirigente del PNV y consejero de Interior del Gobierno Vasco y en febrero ETA asesina a Fernando Múgica y a Francisco Tomás y Valiente. Ese mismo mes son detenidos miembros representativos del entorno de ETA como Idígoras y Floren Aoiz. El 3 de marzo de 1996, Aznar gana las elecciones generales y es asesinado Ramón Doral Trabadelo, uno de los responsables de la Ertzaintza en la lucha antiterrorista; en abril es puesto en libertad José María Aldaya tras un secuestro de 341 días. En junio ETA suspende sus actividades durante una semana, poco después reiniciaría sus acciones terroristas. Durante 1996 se atacaron 50 sedes del PNV, 26 del PSOE, 8 del PP y de EA y 4 de IU.
ETA comienza una táctica de "socialización de la violencia" realizando acciones de gran impacto mediático y crueldad, mientras que el gobierno se esfuerza por intentar una negociación con ETA. El 30 de junio de 1997 es liberado Cosme Delclaux, quien llevaba secuestrado 232 días. El mismo día, tras confirmarse la liberación de Delclaux, la Guardia Civil liberó al funcionario de prisiones José Antonio Ortega Lara después de 532 días de secuestro. El 10 de julio de 1997 ETA secuestró a Miguel Ángel Blanco, concejal del Partido Popular en Ermua, amenazando con matarlo si el Gobierno no cedía a sus exigencias. Se llevaron a cabo multitudinarias manifestaciones de solidaridad para exigir su liberación, pero, al cabo de dos días ETA cumplió su amenaza asesinando al concejal, lo que desencadenó nuevamente manifestaciones masivas de rechazo. A esta reacción ciudadana se le denominó el «espíritu de Ermua». Aunque ETA ya había asesinado con anterioridad a militantes del Partido Popular y del Partido Socialista Obrero Español de mayor relevancia política, como Gregorio Ordóñez y Fernando Múgica, el asesinato de Blanco supuso el comienzo de una larga serie de asesinatos de modestos concejales y alcaldes de pequeñas localidades vascas y navarras. La campaña, que se prolongaría durante años, dificultaría a los ciudadanos vascos y navarros no nacionalistas el ejercicio del derecho de sufragio tanto activo como pasivo.
Tras la sacudida social y política que provocarían estas acciones terroristas, se inició un nuevo tiempo político que movería las relaciones entre los partidos y la estrategia frente a ETA. En un momento muy inicial se consideró la posibilidad de crear una unión de todos los partidos contra ETA, pero muy poco después se crearon dos frentes políticos claramente diferenciados por su postura en relación con la política antiterrorista, reflejándose esa tensión especialmente en Arrigorriaga el 21 de julio, tras respaldar concejales de PNV, PSOE, IU, EA y PP una propuesta de HB en contra de la dispersión:
- Así, por un lado el Gobierno del PP, con el apoyo de la oposición del PSOE, formaron el llamado frente "constitucionalista", siguiendo lo que se dio en llamar «Espíritu de Ermua» y promulgaba la aplicación severa y plena de las medidas policiales y judiciales contra ETA y su entorno.
- Por otro lado, el frente "nacionalista" se consagró con la firma del Pacto de Estella, firmado el 12 de septiembre de 1998 por PNV, EA, HB, IU-EB, EKA, Batzarre, Zutik, siete sindicatos y nueve organizaciones sociales y promulgaba el diálogo y la negociación política como única solución al "conflicto", invocando como referente el Acuerdo de Viernes Santo o Acuerdo de Stormont en Irlanda del Norte en abril de 1998.

El Tribunal Supremo dictó el 29 de noviembre de 1997 sentencia condenatoria contra la mesa nacional de Herri Batasuna por ceder su espacio electoral a ETA en las elecciones de 1996.
En enero de 1998, llega a oídos de la banda que la policía francesa tiene todo preparado para realizar una muy importante operación policial contra la organización. ETA comunica su disponibilidad a iniciar conversaciones a través de intermediarios internacionales y ante la negativa del gobierno popular, asesina a un concejal del PP en Zarauz. Por orden del juez Baltasar Garzón se cierra el periódico Egin.

### La tregua y el Pacto de Estella (1998)

#### Los acuerdos de ETA con PNV y EA
Tras el rechazo de la negociación entre gobierno y ETA, por un lado, y la oposición de Partido Popular (PP) y Partido Socialista Obrero Español (PSOE) al "Plan Ardanza", por otro, en agosto de 1998 ETA plantea una propuesta al Partido Nacionalista Vasco (PNV) y a Eusko Alkartasuna (EA) en busca de un acuerdo general. El texto incluía cuatro puntos que pueden resumirse en tres propuestas básicas:
- El impulso a la creación de una estructura institucional única para todos los territorios de Euskal Herria, fomentando dinámicas y acuerdos entre las fuerzas nacionalistas vascas.
- Ruptura de relación entre las fuerzas nacionalistas democráticas con el PSOE y el PP.
- Declaración, por parte de ETA, de un "alto el fuego indefinido" (aunque con un plazo inicial de cuatro meses, transcurridos los cuales, ETA evaluaría el grado de cumplimiento de los acuerdos por parte de EA y PNV).

Esta tregua estuvo precedida por un acuerdo firmado un mes antes por la propia organización terrorista ETA, y los partidos políticos PNV y EA, en el que todas las partes se comprometían a buscar la integración de los seis territorios en una institución única y soberana, y PNV y EA se comprometían a "dejar sus acuerdos con los partidos que tienen como objetivo la destrucción de Euskal Herria y la construcción de España (PP y PSOE)". Por su parte, ETA se obligaba a anunciar el "alto el fuego indefinido".
El PNV ofreció una contrapropuesta, en el que matizaban o puntualizaban los puntos propuestos por ETA:
1. Respecto al primero, respetar y especificar el ritmo y los pasos a dar.
2. Sobre el segundo, no cerrar la puerta a otras fuerzas políticas para conseguir la estabilidad de las instituciones.
3. Sobre el alto el fuego, especificar que se requería el respeto a los derechos humanos de todas las personas.
4. Finalmente, se pedía el compromiso de no hacer público los acuerdos unilateralmente.

Este pacto es muy posteriormente mencionado por ETA en una carta al PNV, en el que ETA muestra su desacuerdo con la contrapropuesta realizada por el PNV, acusándole de haber mostrado más interés por la paz que por la soberanía, al tiempo que califican el acuerdo como apropiado e importante por ser un paso en búsqueda de la soberanía de Euskal Herria.

#### La firma del Pacto de Estella y el inicio de la tregua indefinida
El 12 de septiembre de ese mismo 1998, cuatro días antes del anuncio oficial de tregua por parte de ETA, se firmó en la localidad navarra de Estella un pacto entre el Partido Nacionalista Vasco, Herri Batasuna, Eusko Alkartasuna, Ezker Batua-Berdeak, el sindicato LAB, y otras organizaciones en el que se analizaba la situación de Irlanda del Norte y se trataba de proyectar el proceso de paz allí seguido para el caso del País Vasco. Declaraban los firmantes el proceso que debía seguirse para la "resolución política del conflicto". Este método se basaba en la negociación política, en ausencia de violencia, para dar respuesta "a la tradición y aspiraciones de soberanía de las ciudadanas y ciudadanos de Euskal Herria". El acuerdo se conoció como Pacto de Estella o Acuerdo de Lizarra.
Según Vázquez Montalbán, los firmantes de Estella estaban «convencidos de la parálisis política que afectaba al PP y al PSOE en el tratamiento del problema vasco y de que el PP dependía de las ayudas del PNV en el Parlamento español, los firmantes de Lizarra forzaron la tuerca del soberanismo y plantearon con toda claridad el objetivo de la autodeterminación y de una negociación política con ETA».
El 16 de septiembre de 1998, ETA declaraba una "tregua indefinida y sin condiciones" que entraría en vigor dos días después de su anuncio. ETA decía en su comunicado que "Los ciudadanos vascos estamos sojuzgados bajo dos Estados fuertes. Ambos Estados utilizan todos sus instrumentos armados, políticos, económicos y culturales para evitar las posibilidades que tenía Euskal Herria, un pueblo libre en el futuro". Pero advertía ETA que el objetivo de este paso no era la "pacificación", y que sería un engaño a la sociedad decir que este paso lleva a la "normalización", "la consolidación del marco actual y una paz sin que nada cambie". Respecto a las instituciones, recordaban su objetivo de crear una institución única y soberana que integre todos los territorios que reclaman, y que era la hora "de acabar con los partidos, estructuras institucionales y represoras que tienen por objetivo la construcción de España y Francia, y la desaparición de Euskal Herria".
Su comunicado, por último, matizaba la suspensión de sus actividades, reconociendo que seguiría desarrollando las labores de suministro, mantenimiento de sus estructuras y su "derecho de defensa en hipotéticos enfrentamientos", y advertía de la posibilidad de revocación de la tregua indefinida, condicionándola a los acontecimientos futuros.

#### Elecciones autonómicas y conversaciones del gobierno con ETA
Ya iniciada la tregua, ese mismo mes de septiembre, comenzaron los contactos entre el Gobierno del Partido Popular y el entorno etarra; tres miembros del Gobierno de José María Aznar se entrevistaron de manera secreta con Arnaldo Otegi y otros dirigentes de Herri Batasuna en un chalé de la comarca de Juarros, en Burgos Durante ese período, el Partido Popular mostró signos de buena voluntad, suavizando su postura y sus declaraciones y acercando a 135 presos etarras a cárceles próximas al País Vasco, todo ello en cumplimiento de lo dispuesto por el Congreso de los Diputados que aprobó en noviembre de 1998 una moción de IU a la que se sumó el PP, y fue aprobada unánimemente, sobre el acercamiento de los presos por la que se instaba al Gobierno a poner en práctica «una nueva orientación, consensuada, dinámica y flexible, de la política penitenciaria en la forma que mejor propicie el final de la violencia.
En octubre de 1998 Herri Batasuna llegó a un acuerdo electoral con otras fuerzas firmantes del Pacto de Estella, como Zutik y Batzarre, pasando a formar parte de la nueva agrupación Euskal Herritarrok (EH). Poco después y en una teórica situación de "ausencia de violencia", aunque la violencia denominada "de baja intensidad" seguía acosando a todos los partidos políticos y en mayor medida a PP y PSOE, se celebraron elecciones autonómicas en el País Vasco, en las que nuevamente ganó en votos el PNV aunque los extremos políticos PP y EH lograron un considerable aumento de sus sufragios. El Partido Popular venció en Álava y ganó 100.000 votos convirtiéndose en la segunda fuerza desplazando al PSOE, y EH venció en Guipúzcoa y logró 223.264 votos. En San Sebastián, sin embargo, el PP fue el partido más votado (25,7%) y EH fue el segundo (19,3%).
En enero de 1999, es investido por primera vez lehendakari el jeltzale Juan José Ibarretxe tras la ruptura de las negociaciones entre PNV y PSOE y en marzo de 1999 se firmó un acuerdo de legislatura con EH. En dicho acuerdo EH renunciaba a la vía armada en beneficio de la política y por ello dicho acuerdo expresaba:

"Reiteramos nuestra apuesta inequívoca por las vías exclusivamente políticas y democráticas para la solución del conflicto de naturaleza política existente en Euskal Herria"

Ello suponía, para algunos dirigentes políticos, que por medio de ese pacto «los dirigentes abertzales quedan atados de pies y manos a la política del PNV».
Dichos acuerdos culminaron en una reunión secreta entre PP y ETA en Zúrich en el mes de mayo de 1999. Esa reunión pretendía ser para ETA un primer contacto para una serie de reuniones en las que se abordasen cuestiones políticas, pero para el gobierno pretendía ser un modo de tratar de verificar de primera mano si la banda estaba dispuesta a cesar de un modo definitivo sus actividades criminales y la reunión no fructificó.
Sin embargo las conversaciones no tuvieron éxito y se contabilizaron 390 acciones de terrorismo callejero durante 1999. Un sector del PP, encabezado por Mayor Oreja, presidente del PP vasco, receló de la tregua, considerándola una estrategia de ETA para reorganizarse y rearmarse, denominándola “tregua-trampa”, interpretando el contenido de una comunicación interna de ETA interceptada al responsable de los comandos operativos José Javier Arizkuren Ruiz Kantauri, en la que se le comunica que habría una tregua, pero que sería cosa de poco tiempo. Poco después del encuentro con el Gobierno, dos de los interlocutores fueron detenidos. El parlamento nunca llevó a efecto la moción sobre el acercamiento de 1998.

#### Ruptura de la tregua
En agosto de 1999, ETA propuso a PNV y EA suscribir una actualización del compromiso adquirido el año anterior, en el que buscaban la materialización de los objetivos fijados, mediante la celebración de unas elecciones en toda Euskal Herría (tanto la parte española como francesa) que eligiese un parlamento encargado de redactar una Constitución para el nuevo Estado. ETA condicionaba el cese definitivo de sus actividades terroristas a la "fortaleza y estabilidad" del nuevo parlamento. Este nuevo acuerdo fue rechazado por los firmantes del pacto anterior y, por tanto, no llegó a formalizarse.
El 28 de noviembre ETA anunciaba la ruptura de la tregua mantenida durante un año. En su comunicado, recordaba el pacto firmado con PNV y EA y los planteamientos del Pacto de Estella, y aludía como razones para la reanudación de sus actividades criminales, la presión ejercida por los gobiernos de España y Francia y la pretensión del Gobierno de "que de ser un proceso de construcción nacional pasara a ser un proceso de paz sin contenido, intentando ahogar a la izquierda abertzale en la «normalidad» política y con la intención obstinada y maligna de que la interrupción «provisional» de las acciones de ETA pasara a ser «definitiva» e irreversible". También se quejaba de que PNV y EA no habían respondido a su propuesta de actualización de pacto. Se anunciaba la fecha del 3 de diciembre como la escogida para la vuelta a la violencia.
ETA declaró el fin del alto el fuego el 2 de diciembre de 1999. El PNV realizó una declaración institucional ese mismo día en el que reprochaba a ETA su actitud de intentar tutelar el proceso, le acusaba de perjudicar al nacionalismo vasco y, a su vez, animaba a HB a defender democráticamente sus propuestas invitándola al diálogo.
El 20 de diciembre de 1999, la Guardia Civil interceptó cerca de Calatayud (Zaragoza) una furgoneta cargada con 950 kilogramos de explosivos; dos días después, en Alhama de Aragón, cerca de Calatayud, se encontró abandonada una segunda furgoneta, cargada con unos 730 kilogramos de explosivos. ETA pretendía llevarlas hasta Madrid y hacerlas estallar a la vez, lo que hubiera provocado uno de los más importantes atentados en su historia, por lo que fue conocido como la caravana de la muerte.
El 21 de enero de 2000, ETA hizo explotar un coche bomba cargado de 20 kg de dinamita en el barrio de Virgen del Puerto de Madrid, muriendo el teniente coronel de Intendencia Pedro Antonio Blanco. Este asesinato obligó a Ibarretxe a dejar en suspenso su pacto de legislatura con EH. No fue, sin embargo, hasta después del asesinato por parte de ETA del dirigente socialista alavés Fernando Buesa y su escolta, el ertzaina Jorge Díez (22 de febrero de 2000), cuando el pacto se rompió definitivamente. La ruptura del acuerdo parlamentario y el subsiguiente abandono de la Cámara por parte de EH en septiembre (que anunció que solo volvería al Parlamento de Vitoria en «ocasiones puntuales») dejaron al gobierno PNV-EA en minoría parlamentaria.
Por su parte ETA dio a conocer a la opinión pública el 30 de abril de 2000 los textos hasta entonces secretos de las negociaciones de 1998 y 1999 entre PNV y ETA, mediante su publicación en el periódico Gara. y reconoció que la tregua en realidad había sido una “tregua-trampa”. En el año 2000 ETA acabó con la vida de 23 personas, incluyendo entre sus víctimas a jueces, periodistas y uno de los fundadores del Foro de Ermua.
También se produjeron importantes escisiones en Euskal Herritarrok, primero con el abandono de Zutik y Batzarre, grupos políticos independientes contrarios a la vía armada, y después con la formación del nuevo partido político Aralar. Patxi Zabaleta, miembro fundador y exdirigente de HB y EH que encabezaba ya desde finales de los años ochenta una postura crítica dentro de estas organizaciones, condenando el asesinato de Miguel Ángel Blanco y exigiendo la desaparición de ETA, se convirtió en el coordinador de Aralar.

### Primeros reconocimientos a las víctimas
El 8 de octubre de 1999 se aprobaba en España la Ley de Solidaridad con las víctimas del terrorismo, que tiene como objetivo "rendir testimonio de honor y reconocimiento a quienes han sufrido actos terroristas y, en consideración a ello, asumir el pago de las indemnizaciones que le son debidas por los autores y demás responsables de tales actos". Dos meses después, el 23 de diciembre, se aprobaba otro Real Decreto en el que se aprobaba el reglamento de la Real Orden de Reconocimiento Civil a las víctimas del terrorismo.

### La política antiterrorista después de la tregua

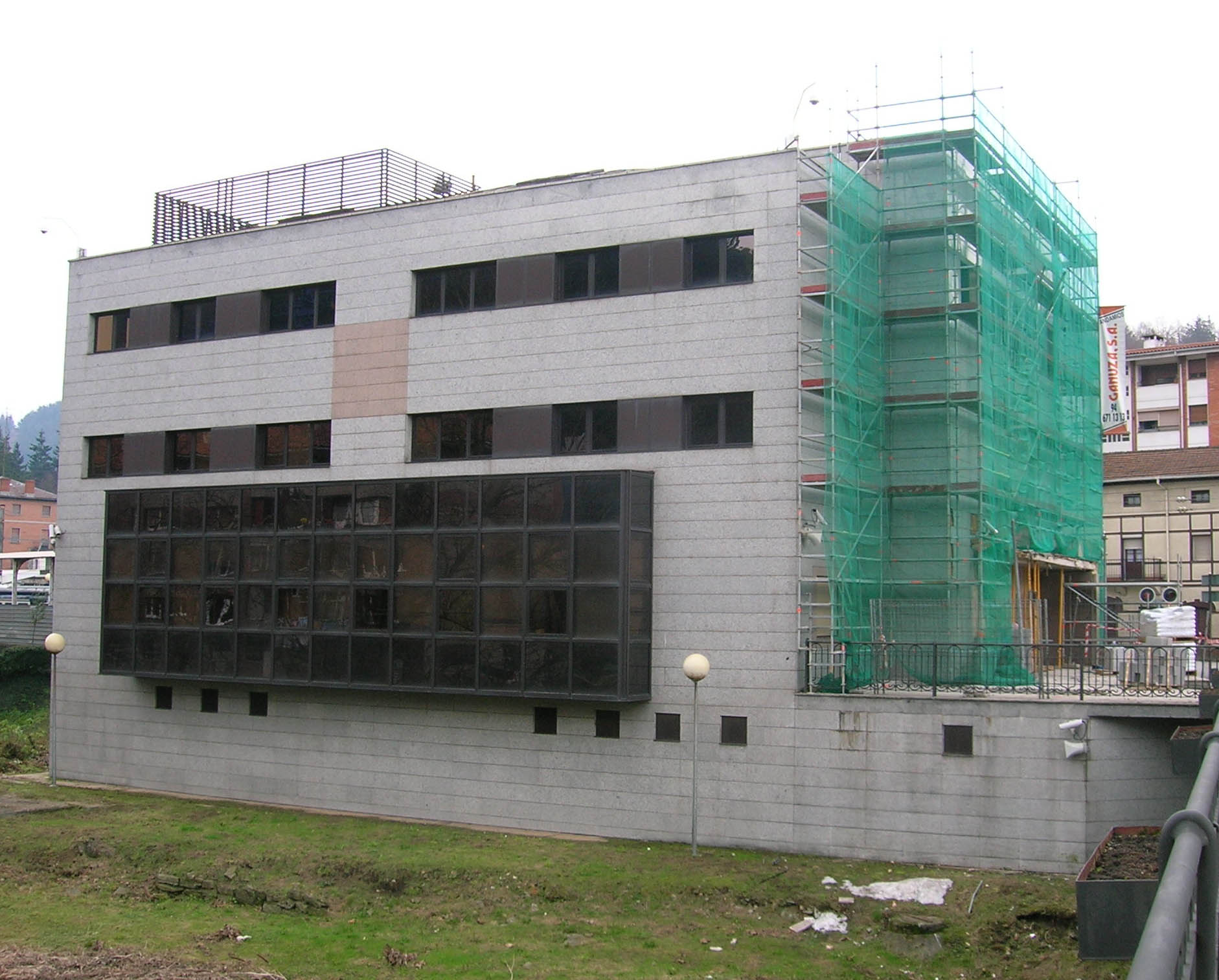
Reparación del juzgado de Valmaseda tras una bomba en 2006.

Tras la ruptura de las negociaciones, el Gobierno del Partido Popular, con el apoyo del PSOE, continuó el acoso que ya se había iniciado en 1998, no solo a ETA, sino también a su entorno, por todas las vías democráticas posibles, perdurando casi todas ellas en la actualidad. Además se reanudó la ofensiva a nivel judicial y policial.
Las elecciones generales del 12 de marzo de 2000 otorgaron la mayoría absoluta al Gobierno de Aznar que desarrolló una política antiterrorista sin necesidad de contar con el respaldo de los nacionalistas, a diferencia de la anterior legislatura. Entre las actuaciones realizadas destacaron:
- El «Acuerdo por las libertades y contra el Terrorismo» que fue un nuevo pacto antiterrorista firmado por PP y PSOE el 12 de diciembre de 2000.[107]
- Reforma de la Ley de Partidos por la que consiguió la ilegalización de los partidos políticos afines a la organización (Batasuna, Euskal Herritarrok y HB). Sus simpatizantes intentaron presentarse a las elecciones mediante la formación de agrupaciones de electores locales, que en bastantes casos fueron también prohibidas.
- Resolución de la Audiencia Nacional que consideraba a los colectivos Jarrai, Haika y Segi como integrantes de una asociación ilícita no terrorista. Más tarde, el Tribunal Supremo modificaría esa sentencia el 19 de enero de 2007 declarando que Jarrai, Haika y Segi formaban parte de la estructura de ETA y aumentando las penas impuestas a sus 24 dirigentes.[108]
- Inclusión de las anteriores en las listas internacionales como terroristas.
- Procesos judiciales contra el denominado "entorno de ETA" ("proceso 18/98").
- Cierre del periódico Egin, de su emisora y de varias empresas vinculadas.[109][110]
- Cierre del periódico Egunkaria en el 2003.[111] Aunque el fiscal retiró la acusación en 2006 por considerar que no existían indicios de que perteneciera a la estructura de ETA.[112]
- Política de dispersión de los presos de ETA.
- Reforma del Código Penal e impulso de cambios jurisprudenciales con el objetivo de conseguir el cumplimiento íntegro de las condenas impuestas a los terroristas y la supresión de los beneficios penitenciarios ("Doctrina Parot"). Aunque el 10 de julio de 2012 el Tribunal Europeo de Derechos Humanos con sede en Estrasburgo sentenció que la citada "doctrina Parot", establecida por el Tribunal Supremo en 2006 y refrendada por el Tribunal Constitucional en 2012, violaba los artículos 7 y 5.1 de la Convención Europea de Derechos Humanos.[113]
- No concesión del tercer grado penitenciario a los miembros de ETA.
- Los actos de "kale borroka" serían enjuiciados en la Audiencia Nacional de Madrid, aunque fueran cometidos por menores de edad.
- Impulso de la actuación policial deteniendo a múltiples comandos de la organización y dirigentes de la organización (Iñaki de Rentería, Asier Oiartzabal, Mikel Antza...). En el año 2001 se detuvieron a 135 personas vinculadas a la organización.
- Apoyo a asociaciones de víctimas del terrorismo y organizaciones cívicas antiterroristas.
- Durante esa legislatura popular los Tribunales sentenciaron la ya mencionada "guerra sucia" de los GAL que tuvo lugar durante los gobiernos socialistas en los años 1980, aunque indultaron o excarcelaron a los condenados.[114][115]

El 21 de noviembre del 2000, ETA asesinó al político socialista catalán Ernest Lluch, exministro de Sanidad en el primer gobierno de Felipe González, hecho que produjo un tremendo impacto por tratarse de una persona proclive al diálogo. Pocos días después, el 12 de diciembre de ese mismo año, los dos principales partidos políticos españoles, Partido Popular y Partido Socialista Obrero Español, suscribieron el llamado Acuerdo por las libertades y contra el Terrorismo tras el abandono de ETA de la "tregua" de 1998 y una vez puesto de manifiesto, según el propio texto del acuerdo, "el fracaso de la estrategia del Partido Nacionalista Vasco y Eusko Alkartasuna, que abandonaron el Pacto de Ajuria Enea para, de acuerdo con ETA y EH, poner un precio político al abandono de la violencia. Ese precio consistía en la imposición de la autodeterminación para llegar a la independencia del País Vasco."
En este acuerdo, PP y PSOE convenían en que correspondía al Gobierno dirigir la lucha antiterrorista y se comprometían a abandonar del ámbito de la legítima confrontación política o electoral, las políticas para acabar con el terrorismo. Se comprometían también a trabajar para que desapareciera cualquier intento de legitimación política de la violencia y afirmaban públicamente que de la violencia terrorista no se extraerá, en ningún caso, ventaja o rédito político alguno. La política penitenciaria asimismo, se decía que se aplicaría asegurando el más completo y severo castigo a los condenados por actos terroristas, aunque contemplaría las formas de reinserción de aquellos que abandonen la organización y muestren actitudes inequívocas de arrepentimiento y voluntad de resocialización. Las víctimas se convierten, tras este acuerdo, en la principal preocupación, e instan a los jóvenes a que se rebelen contra la violencia. El objetivo del pacto es impulsar conjuntamente las libertades y la política contra el terrorismo, y requiere, según sus firmantes, una colaboración permanente entre el PP y el PSOE que implica el intercambio de información, la actualización concertada en las reformas legislativas, política penitenciaria, cooperación internacional, movilización ciudadana e instituciones, y la búsqueda de posiciones comunes en este tema.
Tras varios meses de precariedad parlamentaria vasca, debido a la activa oposición de socialistas y populares y a la imposibilidad de aprobar leyes por la ausencia de apoyos parlamentarios (los presupuestos del año 2001 no pudieron aprobarse y debieron prorrogarse los del año anterior, el Gobierno Vasco anunció elecciones anticipadas para el 13 de mayo del 2001. La legislatura finalizada había sido la más corta del Parlamento Vasco desde la llegada de la democracia, y terminaba con altos grados de crispación política y una renovada ofensiva de la organización terrorista ETA, que el año 2000 acabó con la vida de 23 personas.
En ese escenario se celebraron las elecciones de 2001, planteadas como un plebiscito entre "nacionalismo" y "constitucionalismo", en las que la coalición PNV-EA casi triplicó el significativo aumento de votos del PP, mientras que el nacionalismo radical representado por Euskal Herritarrok (EH) sufrió un serio descalabro ya que, tras la ruptura de la tregua de ETA, perdió la mitad de sus 14 escaños y casi 80.000 votos, pasando del 17,9% de 1998 al 10,1%. Apenas un mes después, Herri Batasuna culminaba su proceso de refundación, iniciado a partir de EH, con la creación de Batasuna, un nuevo partido con presencia en toda Euskal Herria.

### Las instituciones internacionales tras el 11-S de 2001
El día después de los atentados del 11 de septiembre de 2001, el Consejo de Seguridad de la ONU aprobaba una resolución en la que, además de condenarlos inequívocamente, exhortaba a la comunidad internacional a redoblar sus esfuerzos por prevenir y reprimir los actos de terrorismo cumpliendo plenamente los convenios internacionales.
El 21 de septiembre de 2001 era el Consejo de Europa quien aprobaba las «Conclusiones y plan de acción del Consejo Europeo extraordinario de 21 de septiembre de 2001» en las que se marcaba el plan de acción de la política europea de lucha contra el terrorismo. Sus principales puntos eran:
- Reforzar la cooperación policial y judicial.
- Desarrollar los instrumentos jurídicos internacionales.
- Terminar con la financiación del terrorismo.
- Reforzar la seguridad aérea.
- Coordinar la acción global de la Unión Europea.

El 28 de septiembre de 2001 el Consejo de Seguridad de las Naciones Unidas aprobaba su resolución 1373 decidiendo que todos los Estados miembros debían congelar los fondos y los demás recursos financieros de las personas y grupos terroristas, así como que debían abstenerse de proporcionarles todo tipo de apoyo, activo o pasivo y denegarles refugio. También obligaba a asegurar el enjuiciamiento de toda persona que participe en la financiación, planificación o comisión de actos de terrorismo o preste apoyo a estos actos. Se creó un Comité específico en el seno del Consejo para el seguimiento del cumplimiento de esta resolución.
Esta resolución del Consejo inspiró muchas de las políticas que se tomaron en las más diversas instituciones públicas de cara a combatir todos los tipos de terrorismo. Muchos países miembros, así como organismos supranacionales como la Unión Europea, tomaron nota de esta resolución para endurecer las medidas de la lucha antiterrorista, especialmente en lo que a la financiación se refiere.
De este modo, el 27 de diciembre de 2001 el Consejo Europeo modificó la anterior lista de medidas específicas con el fin de luchar contra el terrorismo. En la posición común del Consejo se definía a las personas o grupos terroristas de tal forma que se entendía por acto terrorista «el acto intencionado que, por su naturaleza o su contexto, pueda perjudicar gravemente a un país o a una organización internacional tipificado como delito según el Derecho nacional», y cometido con el fin de, entre otras cosas, intimidar gravemente a una población, obligar a Gobiernos a realizar un acto o abstenerse de hacerlo, desestabilizar gravemente o destruir las estructuras políticas fundamentales, atentados contra la vida o la integridad física, la toma de rehenes, causar destrucciones masivas a instalaciones públicas, la dirección o financiación de grupos terroristas, etc.
En esta posición común se adjuntaba una lista de personas y organizaciones terroristas entre las que figuraban muchos miembros de ETA y la organización ETA como tal.

### ETA en la lista estadounidense de organizaciones terroristas
El 26 de febrero de 2002, el gobierno de los Estados Unidos emitió una orden por la que se añadía a ETA a su lista de terroristas y organizaciones terroristas, así como a algunos terroristas de esta organización. La Guardia Civil recogió los nombres de las personas incluidas en esta lista para especificar algunas acciones que habían llevado a cabo.
La lista también consideraba e incluía, como alias de ETA, a Askatasuna, Gestoras Pro Amnistía (a la que cosideraba predecesora de Askatasuna), Batasuna, Ekin, Euskal Herritarrok, Herri Batasuna, Jarrai-Haika-Segi (consideradas en bloque), KAS y Xaki.

### La ilegalización de Batasuna

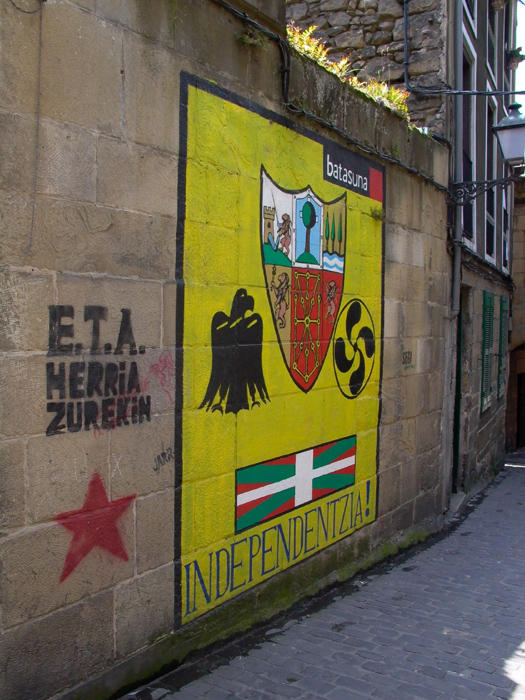
El Tribunal Supremo ilegalizó Batasuna en 2003 por considerarla parte de la estructura de ETA.

El 19 de abril de 2002, el Consejo de Ministros aprobó la remisión a las Cortes del proyecto de nueva Ley de Partidos Políticos, tras los informes favorables del Consejo General del Poder Judicial y el Consejo de Estado.
La ley, aprobada el 27 de junio de ese mismo año, pretendía la ilegalización de los partidos políticos que pertenecieran a un entramado terrorista. Esta ley, que modificaba la anterior ley de partidos políticos, anterior a la Constitución española, establece que los partidos deben tener un funcionamiento y unas actividades democráticas, y que únicamente la autoridad judicial podrá ilegalizar un partido político, de acuerdo con la ley. De ese modo, un partido sería ilegalizado cuando persiguiera "deteriorar o destruir el régimen de libertades o imposibilitar o eliminar el sistema democrático". Entre las acciones que se consideran destinadas a este fin se encuentra el "dar apoyo político expreso o tácito al terrorismo, legitimando las acciones terroristas para la consecución de fines políticos al margen de los cauces pacíficos y democráticos, o exculpando y minimizando su significado y la violación de derechos fundamentales que comporta."
Tras la aprobación de la Ley de Partidos políticos, las instituciones judiciales trataron de hacer cumplir la nueva norma. Así, el juez de la Audiencia Nacional, Baltasar Garzón decretaba en un auto con fecha 26 de agosto de 2002 la suspensión total de actividades de Batasuna, así como la clausura de sus sedes y su página web, con la prohibición expresa de efectuar ningún acto político o de propaganda.
Con la aprobación de la ley y esta suspensión, el gobierno, a través de Abogado del Estado presentaba una demanda ante el Tribunal Supremo para la ilegalización del Batasuna. Asimismo, la fiscalía presentaba también una demanda ante la justicia motivando una petición igual.
Después de estudiar estas dos demandas, el 27 de marzo de 2003 el Tribunal Supremo en una sentencia resolvió ilegalizar Batasuna tras considerar probado que la creación de este partido político fue un hecho instrumental por parte de la banda terrorista ETA, y que forma parte de ella.

### La lista de organizaciones terroristas de la UE (2003)
En la reunión del Consejo Europeo del 5 de junio de 2003, se acordó la ampliación de la lista de personas y organizaciones terroristas. En esta ampliación, se incluyó a Batasuna (y como alias de ella a Herri Batasuna y Euskal Herritarrok), y a Jarrai-Haika-Segi, consideradas como un bloque común, y algunas otras organizaciones de la izquierda abertzale, todas ellas consideradas por la UE parte "del grupo terrorista ETA".

### La tregua en Cataluña (2004)
El 26 de enero de 2004, el diario ABC publicaba que el entonces «conseller en cap» de la Generalidad de Cataluña, Josep-Lluís Carod-Rovira, se había entrevistado «recientemente» «en un lugar del sur de Francia» con dirigentes de ETA, y que supuestamente ultimaba un pacto con la banda terrorista según el cual esta comprometería a no atentar en Cataluña a cambio de que el líder de Esquerra Republicana de Catalunya proclamara una declaración independentista en favor del derecho de autodeterminación de los pueblos. El mismo día, y tras la publicación de la información en ABC, el propio Carod-Rovira confirmó la reunión, aunque aseguró que, pese a haber hablado de política, no había llegado a ningún "pacto, ni ningún acuerdo ni ninguna contraprestación, porque no hablaba en nombre de ningún gobierno". Pidió disculpas a la Generalidad por no haber informado y por hacerlo cuando era el número dos de la misma, tras lo cual presentó su dimisión, que fue aceptada por el presidente de la Generalidad, Pasqual Maragall, permaneciendo como consejero sin cartera hasta el día 3 de febrero de 2004. El 4 de febrero, ETA desmintió a través de Gara que hubiera alcanzado pacto alguno con Carod-Rovira.
El 18 de febrero, ETA anunciaba una tregua únicamente para el territorio de Cataluña con el "deseo de unir los lazos entre el pueblo vasco y el catalán". El entonces presidente del gobierno, José María Aznar, declaró que este anuncio era la contribución de ETA a "esta estrategia repulsiva, promovida por Esquerra Republicana de Catalunya". El líder del PSOE, José Luis Rodríguez Zapatero, opinaría que "el contenido del comunicado de establecer una tregua en Cataluña es absolutamente rechazable e inadmisible y, desde luego, debe tener consecuencias políticas". El presidente de la Generalidad, Pasqual Maragall diría "Que digan que no matarán en Catalunya nos indigna más todavía por lo que tiene de perversión. No queremos el perdón de ETA. Nos repugna". Por su parte, Carod-Rovira, insistió en que en su reunión no se llegó a ninguna clase de pacto a la vez que pidió su extensión al resto del España, el abandono de las armas y que dejara de matar.

### El 11-M de 2004
El 11 de marzo de 2004 se produjeron en Madrid atentados mediante diez explosiones de bombas en trenes de pasajeros. En un primer momento se atribuyó el atentado a ETA, debido a que el día de Nochebuena de 2003 la Policía Nacional detuvo en San Sebastián y Hernani a dos etarras que habían dejado dinamita en un vagón presuntamente preparado para estallar en la estación de Chamartín de Madrid; y el día 1 de marzo de 2004, la Guardia Civil detuvo en la provincia de Cuenca una furgoneta con 536 kg de explosivos, impidiendo un atentado en la capital española.
Los representantes de Batasuna negaron esta hipótesis; asimismo, una persona que hablaba en nombre de ETA llamó a la televisión pública vasca (ETB) y negó toda responsabilidad por los atentados del 11-M, este comunicado tuvo credibilidad ya que la voz del interlocutor era muy similar a la que anunció la tregua de ETA en Cataluña.
El mismo día de los atentados del 11 de marzo de 2004, cuando el Gobierno del Partido Popular señalaba como segura la autoría de ETA (ver Reacciones políticas a los atentados del 11 de marzo de 2004), en la reunión del Consejo de Seguridad de Naciones Unidas se aprobó una resolución en la que se condenaba en los términos más enérgicos los atentados. Ante las presiones del representante español, se accedió a atribuir los atentados al grupo terrorista ETA.
Los atentados del 11-M tuvieron gran repercusión dentro y fuera de España, afectando a varias políticas contra el terrorismo.
El 25 de marzo de 2004, el Consejo Europeo realizaba una "Declaración sobre la lucha contra el terrorismo" en la que recordaban las disposiciones de la Carta de las Naciones Unidas, la resolución 1373 de 2001 del Consejo de Seguridad, ya mencionada, para afirmar que no cabe debilidad ni compromiso de tipo alguno al tratar con terroristas, que el apoyo a las víctimas es primordial y que es imprescindible para una lucha eficaz contra el terrorismo que los Estados miembros apliquen en su totalidad las medidas adoptadas por el Consejo. En este marco, fijaba una revisión de los objetivos estratégicos de la Unión Europea en la lucha contra el terrorismo:
- Fortalecer el consenso internacional e intensificar los esfuerzos internacionales para luchar contra el terrorismo.
- Restringir el acceso de los terroristas a los recursos financieros y otros recursos económicos.
- Aumentar al máximo la capacidad dentro de los órganos de la UE y de los Estados miembros para descubrir, investigar y procesar a los terroristas y prevenir atentados terroristas.
- Salvaguardar la seguridad del transporte internacional y garantizar sistemas eficaces de control de fronteras.
- Reforzar la capacidad de la Unión Europea y de los Estados miembros para afrontar las consecuencias de un atentado terrorista.
- Responder a los factores que propician el apoyo al terrorismo y la captación de terroristas potenciales.
- Enfocar actuaciones, en el marco de las relaciones exteriores de la UE, hacia terceros países prioritarios en los que es preciso mejorar la capacidad antiterrorista o el compromiso de lucha contra el terrorismo.

En la declaración de solidaridad adjunta se establece que los Estados miembros actuarán en un espíritu de solidaridad en el caso de que uno de ellos sea víctima de un atentado terrorista, movilizando todos los instrumentos de que dispongan, incluidos los medios militares para prevenir la amenaza terrorista, proteger las instituciones democráticas y la población civil, y aportar asistencia al Estado si sus autoridades políticas así lo solicitan.
El 8 de octubre de 2004 el Consejo de Seguridad recordaba que "los actos criminales, inclusive contra civiles, cometidos con la intención de causar la muerte o lesiones corporales graves o de tomar rehenes con el propósito de provocar un estado de terror en la población en general, en un grupo de personas o en determinada persona, intimidar a una población u obligar a un gobierno o a una organización internacional a realizar un acto, o a abstenerse de realizarlo, que constituyen delitos definidos en los convenios, las convenciones y los protocolos internacionales relativos al terrorismo y comprendidos en su ámbito, no admiten justificación en circunstancia alguna por consideraciones de índole política, filosófica, ideológica, racial, étnica, religiosa u otra similar e insta a todos los Estados a prevenirlos y, si ocurren, a cerciorarse de que sean sancionados con penas compatibles con su grave naturaleza".
El juez instructor acerca de los atentados del 11 de marzo de 2004 en Madrid, Juan del Olmo, sin embargo, no encontró indicio alguno sobre la supuesta participación de ETA en los mismos.
Un sector ideológico, vinculado principalmente al Partido Popular, sostuvo la participación, ya sea logística o directa, de ETA en el 11-M y su decisiva influencia en el resultado de las posteriores elecciones que dieron la presidencia del Gobierno al PSOE. Dicha hipótesis fue largamente apoyada por parte de algunos medios de comunicación como El Mundo y Libertad Digital y los periodistas Luis del Pino, Pedro J. Ramírez y Hermann Tertsch, entre otros.
El juez Javier Gómez Bermúdez, en su sentencia sobre el atentado, negó cualquier tipo de vinculación entre el 11-M y ETA.

### La propuesta de Anoeta
En las elecciones del 14 de marzo de 2004, tras los atentados del 11 de marzo en Madrid, contra todo pronóstico y debido en parte a la sensación de que el Gobierno del Partido Popular había gestionado mal la crisis posterior a los atentados, el PSOE alcanzó el Gobierno. El nuevo presidente Rodríguez Zapatero anunció un cambio de "talante" en su política y especialmente en materia antiterrorista. La activa oposición realizada por el Partido Popular acosó continuamente al Gobierno por lo que el PSOE y el PNV recuperaron la sintonía de finales de los años 80, basando su política antiterrorista en el diálogo pero sin anular las medidas adoptadas anteriormente por los populares.
El 4 de octubre de 2004 la policía francesa lanzó una operación contra el aparato logístico de ETA en la que se realizaron 20 detenciones. Entre ellos estaban Mikel Albizu Iriarte Mikel Antza, y su compañera sentimental, Soledad Iparragirre Anboto, máximos responsables de la banda, junto con otros dirigentes destacados. Se descubrieron cuatro zulos con una gran cantidad de armamento, muy superior a la que se estimaba en su poder; también se intervino material con información sobre ETA y se requisó la imprenta con la que se editaba el boletín interno, aunque no se localizó ninguna suma importante de dinero. La operación fue calificada como la más importante desde las detenciones en Bidart en 1992. En medios afines a ETA se restó importancia a los hechos, señalando que la dirección de ETA tendría en breve nuevos responsables. España solicitó la extradición de Mikel Antza y Anboto mediante una euroorden.
ETA no cometió asesinatos desde el 30 de mayo de 2003 hasta el 30 de diciembre de 2006, aunque durante ese período se sucedieron infinidad de actos de "violencia de baja intensidad". Durante el 2004 se detuvieron entre España y Francia a más de 130 personas por su vinculación con ETA y la organización parecía dar síntomas de estar en sus momentos más bajos, teniendo en cuenta además el rechazo internacional propiciado por los atentados de los grupos islamistas radicales. La masacre de Madrid y la repulsa nacional e internacional a los atentados islamistas de Londres o Nueva York hicieron surgir ciertas voces en el entorno de la organización que se oponían a continuar con unas prácticas terroristas tan denostadas a nivel mundial.
El 14 de noviembre de 2004, Batasuna organizó un acto político multitudinario en el velódromo de Anoeta, que su portavoz, Arnaldo Otegi, presentó como "un acto ilegal de una organización ilegal". En ese acto se formalizó su propuesta para la "superación del conflicto", que sería asumida también por ETA y gran parte de la izquierda abertzale, en la que se apostaba “por la paz” y “por la utilización de vías exclusivamente políticas y democráticas” para resolver “el conflicto vasco”. Esta propuesta se basaba en el establecimiento de dos mesas de diálogo. La primera entre el gobierno y ETA para tratar el tema del cese de las actividades terroristas, y la segunda mesa, constituida por todos los partidos políticos, pero al margen del Parlamento vasco, para debatir el tema político.
Solo pocas horas después hacían explosión dos bombas en Navarra a las que siguieron otras más que no causaron víctimas y Batasuna no condenó los atentados.

### Resolución en el congreso para el diálogo (2005)
Después de múltiples intentos de atentados frustrados por la policía y la guardia civil, la banda ETA propuso una tregua poco antes de las elecciones del 17 de abril de 2005 al Parlamento Vasco. La respuesta del gobierno fue una petición a ETA para que abandonase las armas como condición de cualquier negociación. Entre todas las fuerzas políticas españolas de las Cortes (partidos políticos vascos incluidos) había consenso en que el Estado no haría concesiones de tipo político a la banda terrorista.
El 17 de mayo de 2005, se aprobó en el Congreso una resolución del PSOE en la que se autoriza el diálogo con ETA si se producen las condiciones adecuadas para un final dialogado de la violencia, como una clara voluntad para poner fin a la misma y actitudes inequívocas que puedan conducir a esa convicción. Esa resolución, que contó en el apoyo de todos los grupos políticos salvo el Partido Popular (192 votos a favor y 142 en contra), decía explícitamente que "las cuestiones políticas deben resolverse únicamente a través de los representantes legítimos de la voluntad popular. La violencia no tiene precio político y la democracia española nunca aceptará el chantaje."
Un mes después, el 19 de junio, ETA anunciaba que suspendía desde el 1 de junio sus acciones terroristas contra cargos políticos electos, teniendo en cuenta lo que, en su opinión, había sido el fracaso del pacto antiterrorista. Esta tregua fue matizada unos días después para aclarar que las Autoridades del Estado y quienes tienen responsabilidades de gobierno están excluidos de esta medida y por tanto sí pueden sufrir atentados.
Hasta marzo de 2006, ETA continuó colocando bombas en instalaciones de entidades públicas, de empresas del País Vasco, y en vías de comunicación. Sin embargo, señalizó la mayor parte de las bombas colocadas a lo largo de 2005 y 2006 con avisos como "Peligro bomba". Así, en julio de 2005 colocó cuatro artefactos en las instalaciones de la central térmica de Boroa, cuando esta se encontraba en pruebas, causando escasos daños materiales.

### Alto el fuego de 2006
En 22 de marzo de 2006 ETA anunció, mediante un comunicado remitido a la radiotelevisión pública vasca EITB y al diario en euskera Berria, un «alto el fuego permanente» a partir del día 24 de marzo de 2006 con la intención de impulsar un proceso que culminase con un nuevo marco político. En este comunicado instaba a España y Francia a que cesasen la «represión» hacia ellos. Por parte de algunos analistas se resaltó que en dicho comunicado el concepto de «alto el fuego permanente» fue el mismo que utilizó el Ejército Republicano Irlandés (IRA) cuando dio el primer paso que contribuyó a iniciar el proceso de paz definitivo en Irlanda del Norte, lo que, según su interpretación, permitía ser optimistas sobre el fin de la violencia.
Al día siguiente ETA difundió otro comunicado aclarando que el cambio político busca la superación del marco actual, que es de «negación, partición e imposición».
El 29 de junio de 2006, José Luis Rodríguez Zapatero, entonces presidente del Gobierno, informó a los medios de comunicación en una declaración institucional en el vestíbulo del Congreso de los Diputados del inicio del diálogo con ETA tras el alto el fuego.

### Los "acuerdos de Loyola" (2006)
Durante la tregua se iniciaron contactos entre representantes del Gobierno socialista y el entorno de ETA, pero ese verano surgieron diferencias irreconciliables que tuvieron como consecuencia el bloqueo de la situación y, por parte de ETA, el 18 de agosto de 2006 se realizó un comunicado en tal sentido. Ambas partes se comprometieron a dar un giro a la situación invitando a participar en dichos contactos al PNV.
Finalmente, entre los meses de septiembre y noviembre de 2006, se celebraron once reuniones en la casa de ejercicios de los jesuitas en Loyola (Azpeitia, Guipúzcoa) según el diario Deia, fruto de las mismas, los diarios Deia y El Mundo sostuvieron que se elaboró un preacuerdo en octubre de 2006, denominado "Bases para el diálogo y acuerdo político" y más conocido como "acuerdos de Loyola", que posteriormente sería sometido a la consideración del resto de partidos e instituciones, en el que se expresaba resumidamente:
- Reconocimiento de la identidad del pueblo vasco (Euskal Herria).
- Respeto del Estado a las decisiones democráticas y tomadas en ausencia de violencia de la ciudadanía vasca.
- Reconocimiento del euskera como lengua oficial en la comunidad autónoma del País Vasco (CAPV) y Navarra.
- Creación de un órgano interinstitucional entre CAPV y Navarra, previa la adhesión voluntaria de los ciudadanos de estos territorios.
- Instar y apoyar la creación de una eurorregión vasca en el marco de la Unión Europea (UE).
- Este acuerdo sería ratificado finalmente en referéndum.
- Se establecería un calendario de trabajo, para dar a conocer y debatir el acuerdo, y se celebraría una conferencia de paz en San Sebastián el 2 de diciembre de 2006.
- El acuerdo-marco se depositaría en el Vaticano.

### Vuelta al terror (2007)
Finalmente el acuerdo se rompió, culpándose mutuamente los intervinientes por ello según el rotativo abertzale Gara, y el 5 de junio de 2007 ETA anunció mediante un comunicado enviado a dicho diario y a Berria que daba por finalizado el alto el fuego iniciado el 24 de marzo de 2006 y que la vuelta a las armas se haría efectiva a partir de las 0:00 del 6 de junio.

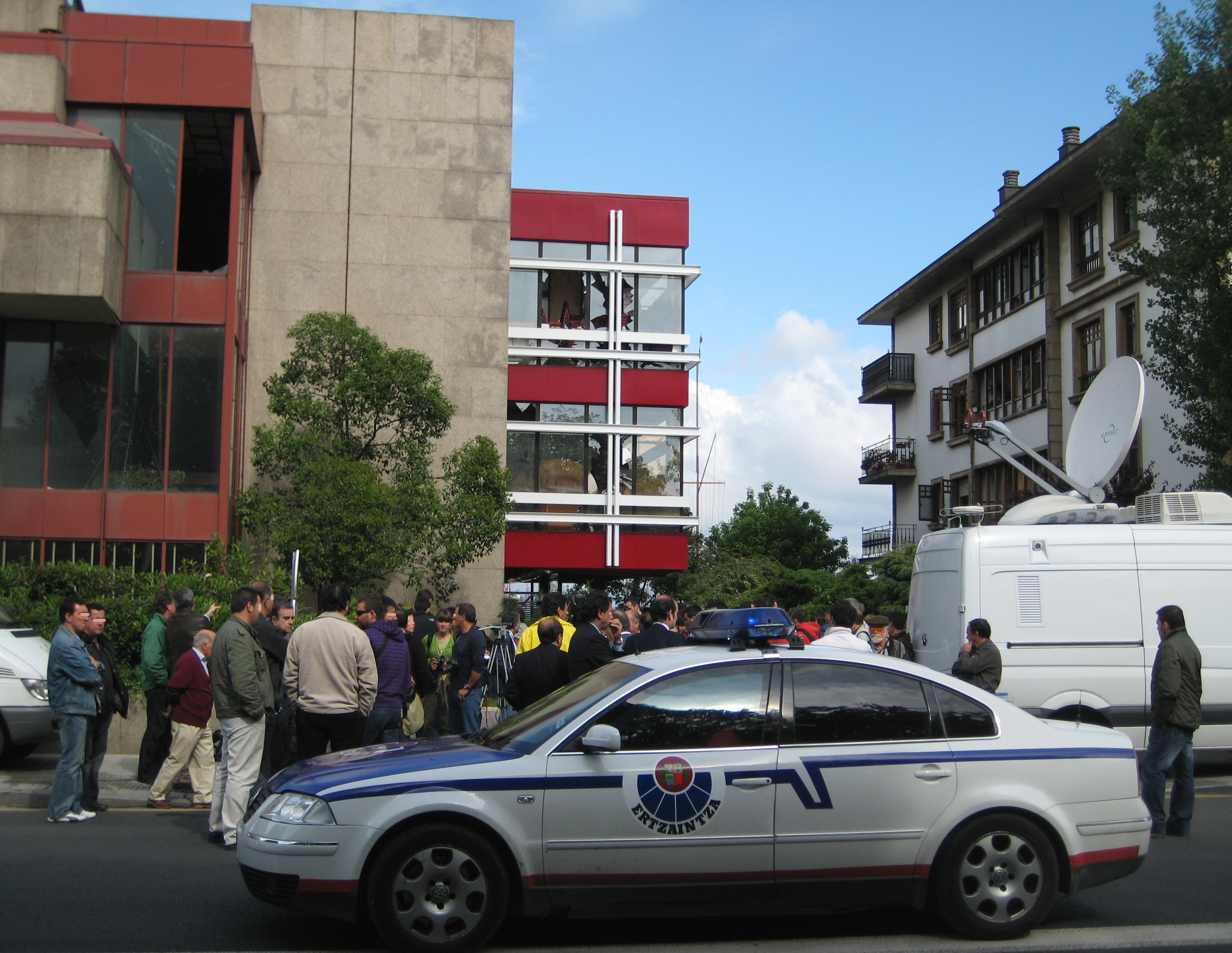
Vista del Real Club Marítimo de Guecho (Vizcaya) tras la explosión de una bomba colocada por ETA el 19 de mayo de 2008.

El presidente José Luis Rodríguez Zapatero dijo en una comparecencia en el Palacio de la Moncloa que "ETA vuelve a equivocarse" y solicitó el "apoyo unánime de los demócratas al Gobierno" mientras que el entonces líder de la oposición Mariano Rajoy le solicitó al Gobierno una rectificación en su política antiterrorista. ETA deja atrás con este comunicado 439 días de tregua.
Con anterioridad, el 30 de diciembre de 2006, la explosión de una furgoneta bomba en el aeropuerto de Barajas supuso el fin de facto del alto el fuego permanente, punto en el cual el Gobierno dio por terminado el proceso de negociación con ETA. En este atentado murieron dos ciudadanos ecuatorianos (Diego Armado Estacio, de 19 años, y Carlos Alonso Palate, de 35).
Desde ese momento ha asesinado a varias personas más: los dos guardias civiles Fernando Trapero, de 23 años, y Raúl Centeno, de 24 (1 de diciembre de 2007); el exconcejal socialista de Mondragón Isaías Carrasco (7 de marzo de 2008, dos días antes de las elecciones generales); el guardia civil Juan Manuel Piñuel, el día 14 de mayo de 2008, en un atentado perpetrado en la casa-cuartel de Villarreal de Álava, en Álava.
El 20 de mayo de 2008, en una operación conjunta de la Guardia Civil y la Gendarmería francesa, fueron detenidos en Burdeos cuatro integrantes de la cúpula de ETA, entre ellos el número uno Francisco Javier López Peña, alias "Thierry".
A mediados del mes de septiembre de 2008, fueron consideradas terroristas diversas organizaciones como Gestoras Pro Amnistía y su sucesora Askatasuna, por su vinculación con ETA; en el fin de semana siguiente, ETA atentó con tres coches bomba contra la sede de la Ertzaintza (policía autonómica vasca) en Ondárroa, la nueva sede de la Caja Vital en Vitoria y el Patronato Militar Virgen del Puerto de Santoña, en Cantabria, asesinando en este último atentado el 22 de septiembre al brigada de artillería Luis Conde de la Cruz.
A finales de 2008 la cúpula de ETA cae dos veces en tan solo tres semanas: el 17 de noviembre las fuerzas policiales detienen a Mikel Garikoitz Aspiazu Txeroki y el 8 de diciembre hacen lo propio con Aitzol Iriondo. Esta detención fue seguida por otros dos etarras que iban a acompañarle; Eneko Zarrabeitia y Aitor Artetxe. En la localidad guipuzcoana de Irún, ese mismo día son detenidos otros tres etarras, que fueron quienes llevaron a Eneko Zarrabeitia y Aitor Artetxe a entrevistarse con Aitzol Iriondo; se realizaron varios registros en Guecho, dando como resultado la detención de dos presuntas terroristas en Guecho y Berango. La madrugada del 15 al 16 de diciembre, se detienen cuatro miembros "legales" de ETA en Guipúzcoa, tres en San Sebastián y otro en Pasajes; Arkaitz Landaberea, June Villarrubia, Julen Etxaniz y Saioa Urbistazu.

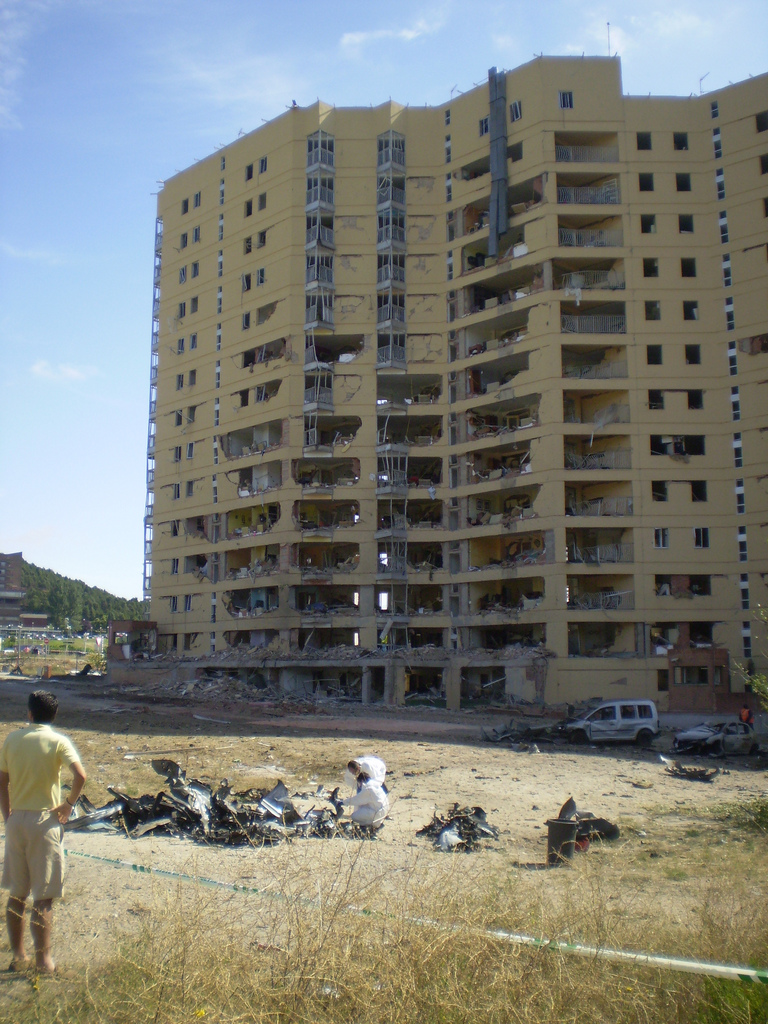
Atentado contra la Casa Cuartel de la Guardia Civil en Burgos de 2009.

No obstante, el 3 de diciembre de 2008, ETA asesina en Azpeitia al empresario Ignacio Uría Mendizábal tras ser tiroteado cuando se dirigía a un restaurante. El 31 de diciembre coloca una bomba en la sede central de la cadena pública de radio y televisión Euskal Irrati Telebista (EiTB) en Bilbao, en un edificio que EiTB comparte con la Hacienda Foral de Vizcaya, la aseguradora Lagun Aro y otros medios de comunicación como Antena 3, Onda Cero, Deia, El Mundo, Marca y Expansión.
El 19 de junio de 2009 asesinaba mediante bomba lapa a Eduardo Antonio Puelles García, inspector jefe del Grupo de Vigilancias Especiales de la Brigada de Información de la Policía Nacional.
Los medios de comunicación coinciden en que pasados cincuenta años de su creación, ETA se encuentra en estos momentos estructuralmente debilitada y aislada ante una sociedad hastiada de violencia y con un creciente rechazo social.
En la madrugada del 29 de julio de 2009 explosionó, sin aviso previo, una furgoneta junto a la casa cuartel de la Guardia Civil de Burgos, cargada con 200 kilos de explosivos, produciendo 65 heridos leves. El atentado pudo acabar en masacre, ya que en el edificio dormían 117 personas, entre ellas 41 niños. A las 34 horas, poco antes de las dos de la tarde del 30 de julio, asesinó a los guardias civiles Diego Salva Lezaun, de 27 años, y Carlos Sáenz de Tejada García, de 28, junto al cuartel de Palma Nova, en el municipio mallorquín de Calviá, mediante la colocación de una bomba lapa en su vehículo policial. El domingo 9 de agosto de 2009 estallaban en Palma de Mallorca cuatro artefactos explosivos. Tres de ellos explotaron en dos restaurantes cercanos al paseo Portitxol, frente a la playa de Can Pere Antoni. El cuarto hizo explosión en los subterráneos de la Plaza Mayor. ETA comunicó de la colocación de los artefactos a una emisora de radio de taxis del País Vasco. Esto hizo pensar al fiscal jefe de Baleares que persistía un comando de ETA en Mallorca; con lo que cobró fuerza la hipótesis de que los etarras autores de la bomba lapa que provocó la muerte de dos guardias civiles el pasado 30 de julio siguieran en la isla.
A finales de agosto de 2009, una nueva operación policial conjunta de Francia y España condujo a la detención en el sur del país galo de tres miembros de ETA (uno de ellos, Aitzol Etxaburu, entre los más buscados) y la localización de 13 zulos con abundante material explosivo relacionado con los atentados de Burgos y Palma de Mallorca, en total más de 900 kilogramos.
El 16 de marzo de 2010 ETA asesina, por primera y única vez en su historia, a un gendarme francés durante un tiroteo, cuando este perseguía a un comando de etarras que habían perpetrado un robo de vehículos en Dammarie-les-Lys, cerca de París.

### Alto el fuego de 2010
Tras la petición por parte diversos mediadores internacionales en marzo de 2010 y de Eusko Alkartasuna (EA) y Batasuna (que continuaba siendo legal y activa en Francia) el 3 de septiembre de 2010 dentro del acuerdo firmado por ambas organizaciones de un alto el fuego, el 5 de septiembre de 2010, ETA lo anunció en un comunicado a la cadena de televisión británica BBC sin especificar su alcance. En el comunicado, señaló primero que:

[...] La lucha de años ha sembrado nuevas condiciones políticas. Agotado el marco autonómico, al Pueblo Vasco le ha llegado la hora de realizar el cambio político, el momento de construir para Euskal Herria el marco democrático, siguiendo el deseo de la mayoría de la ciudadanía vasca.

Después se manifestó a favor de un proyecto independentista a través del diálogo y la negociación:

Es tiempo de asumir responsabilidades y de dar pasos firmes: en la articulación del proyecto independentista; en el camino de crear las condiciones para construir el proceso democrático; en la respuesta a la represión y en la defensa firme de los derechos civiles y políticos. El cambio político es posible. Pero en ese camino no hay atajos. El camino de la libertad hay que andarlo paso a paso, aunque sea con flexibilidad. Pero, necesariamente, hay que luchar y hacer el esfuerzo al nivel del objetivo que se persigue. Sin confrontación no se puede superar la negación y la cerrazón. En ese esfuerzo ha estado y está la mano de ETA tendida, siempre. ETA se reafirma en el compromiso con una solución democrática, en el compromiso con una solución democrática para que, a través del diálogo y la negociación, los ciudadanos vascos podamos decidir nuestro futuro de forma libre y democrática.

Señaló igualmente que necesitaba la necesaria voluntad negociadora del Gobierno de España "para acordar los mínimos democráticos" para emprender el proceso, señalando que así lo había hecho llegar a la "comunidad internacional" para que "tome parte". El alto el fuego se señaló al final del comunicado:.

ETA hace saber que ya hace algunos meses tomó la decisión de no llevar a cabo acciones armadas ofensivas. ETA quiere reiterar el llamamiento a actuar con responsabilidad a los agentes políticos, sociales y sindicales vascos. Para llegar al escenario de un proceso democrático resulta imprescindible dar pasos firmes como Pueblo. Resulta necesario fijar el proceso para dar la Palabra al Pueblo. Porque será cuando los derechos del Pueblo Vasco sean reconocidos y garantizados cuando se abra la puerta de la verdadera solución al conflicto. Para terminar, queremos hacer un llamamiento al conjunto de los ciudadanos vascos para que se impliquen y continúen la lucha. Cada cual en su propio ámbito, ofrecido cada uno su nivel de compromiso, para que con la riada compuesta por las gotas de todos podamos derruir el muro de la negación y dar pasos irreversibles en el camino de la libertad.

Con anterioridad, el viernes 3 de septiembre de 2010, el entonces ministro del Interior Alfredo Pérez Rubalcaba había declarado su escepticismo ante los rumores que existían sobre esta tregua. Por su parte, el PP había expresado anteriormente que una posible tregua no era más que "una estrategia del núcleo duro de la banda" para poder presentarse a las elecciones municipales y forales de 2011.
El 10 de enero de 2011 ETA declaró que el alto el fuego declarado en septiembre de 2010 sería permanente, general y verificable por observadores internacionales.

### Cese definitivo de la actividad armada

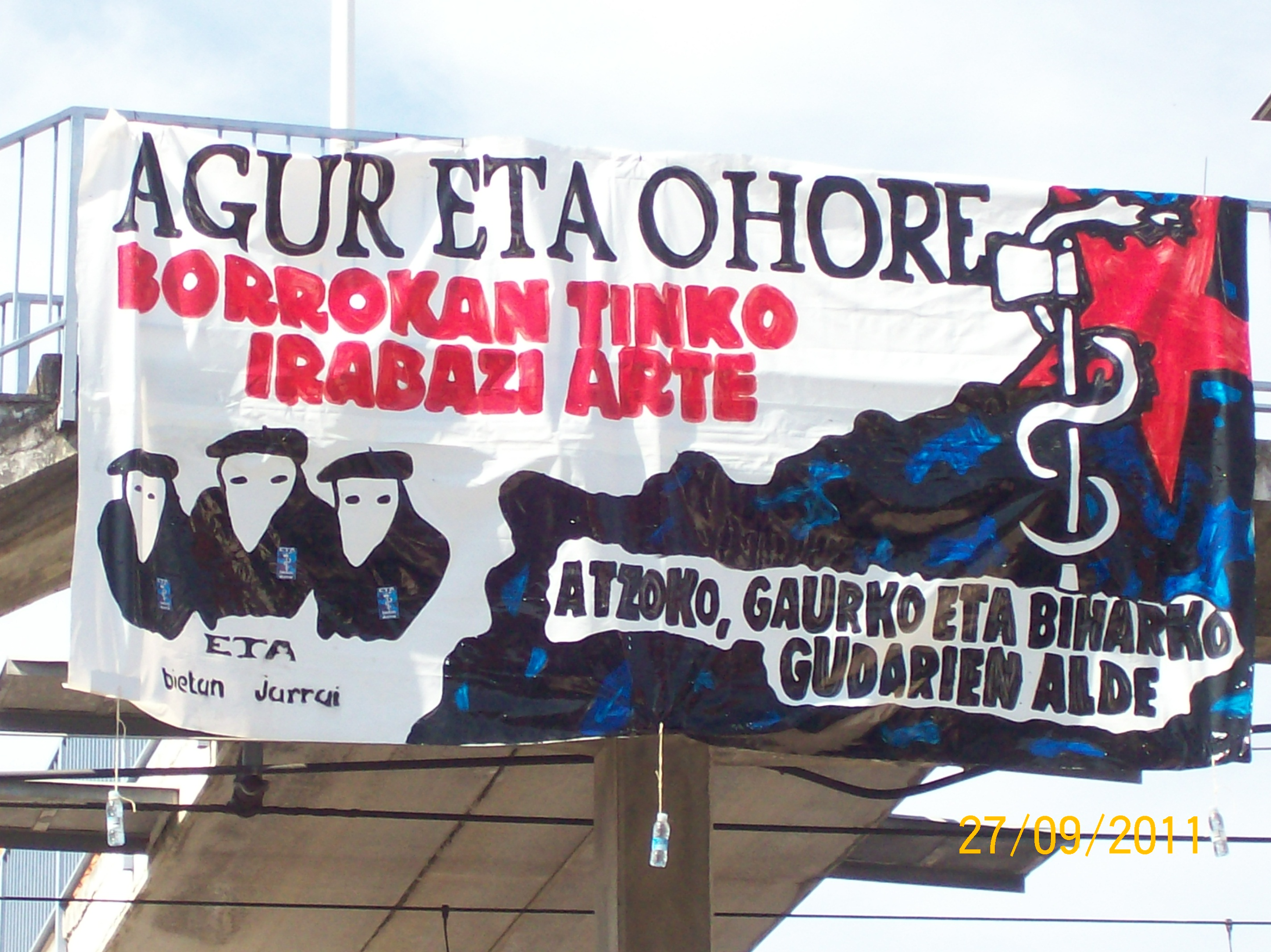
Pancarta de apoyo a ETA en el Gudari Eguna de 2011.

En la tarde del jueves 20 de octubre de 2011, tres días después de la celebración de la Conferencia Internacional de Paz de San Sebastián, y apelando a sus conclusiones, ETA anunció "el cese definitivo de su actividad armada" mediante un comunicado publicado en las ediciones digitales de los diarios Gara y Berria, difundido igualmente en vídeo y audio en castellano y euskera.
En el comunicado, ETA afirmó tener un "compromiso claro, firme y definitivo" de "superar la confrontación armada", al tiempo que pidió a los gobiernos de España y Francia un "diálogo directo" con objeto de llegar a una solución de "las consecuencias del conflicto".
José Luis Rodríguez Zapatero compareció una hora después del comunicado de ETA, destacando que se trataba de un triunfo «definitivo y sin condiciones» del Estado de Derecho. Hizo hincapié en la colaboración francesa en la lucha contra la banda, y agradeció el trabajo de los distintos ministros del Interior y «la acción tenaz y eficaz de las fuerzas y cuerpos de seguridad del Estado». Finalizó su comparecencia recordando que «la memoria de las víctimas acompañará siempre a las futuras generaciones españolas».
El candidato socialista a las elecciones generales de noviembre de 2011, Alfredo Pérez Rubalcaba, dijo que se trataba de «un día para celebrar la gran victoria de la democracia». El líder de la oposición y candidato del PP a la presidencia, Mariano Rajoy, consideró el anuncio una gran noticia «porque no ha habido ningún tipo de concesión política». Algunas asociaciones de víctimas del terrorismo, que lo calificaron de «fraude», como algunos exmiembros de las fuerzas de seguridad del Estado, a la espera de que «se pongan a disposición de la Justicia y entreguen las armas», acogieron con mucho escepticismo y recelo el comunicado de ETA.

### Desarme unilateral e incondicional y anuncio de disolución
El 17 de marzo de 2017 ETA anunció su desarme definitivo de manera unilateral y sin condiciones. Este se produjo en la mañana del sábado 8 de abril de ese mismo año en la ciudad de Bayona, en el País Vasco francés, cuando intermediarios civiles comunicaron a las autoridades judiciales francesas la localización de ocho zulos de la banda para proceder a su desarme, incautándose 118 armas, 25 000 cartuchos y casi tres toneladas de explosivos.
Tras someter a votación entre sus militantes un documento que planteaba su final como organización en términos de «disolución», «desaparición» o «desmovilización», finalmente ETA comunicó por carta a instituciones y agentes políticos su decisión de «dar por terminado su ciclo histórico» y confirmó la disolución de todas sus estructuras el 3 de mayo de 2018.
El 2 de mayo de 2018 se dio a conocer una carta de ETA remitida a diversas organizaciones y agentes vascos, fechada el 16 de abril del mismo año, en la que comunicaba su decisión de disolver «completamente todas sus estructuras y daba por terminada su iniciativa política». En la misiva manifestaba que daba por terminado su ciclo histórico y que había disuelto completamente todas sus estructuras. La carta precede al acto organizado el 4 de mayo en la ciudad francesa de Cambo, con presencia de representantes de diferentes organizaciones políticas y sociales así como expertos internacionales, para escenificar el fin de la organización. Unos días antes, ETA había hecho público un comunicado en el que pedía «perdón» a parte de las víctimas. En la carta del 18 de abril, manifestaba que «el conflicto que Euskal Herria mantiene con España y con Francia» sigue abierto y asumía su parte de responsabilidad por no haber sido capaces de llegar a acuerdos, ni entre ETA y el Gobierno, ni entre los agentes vascos, a la vez que reconocía el sufrimiento provocado como consecuencia de su lucha.
El 3 de mayo de 2018, se dio a conocer el comunicado final de disolución por parte de ETA. Tras esto, el Gobierno español manifestó que los cerca de cien exmiembros de ETA que se esconden en la clandestinidad deben pagar por sus crímenes y seguirán siendo buscados por las autoridades para su detención.

## Características

### Símbolos

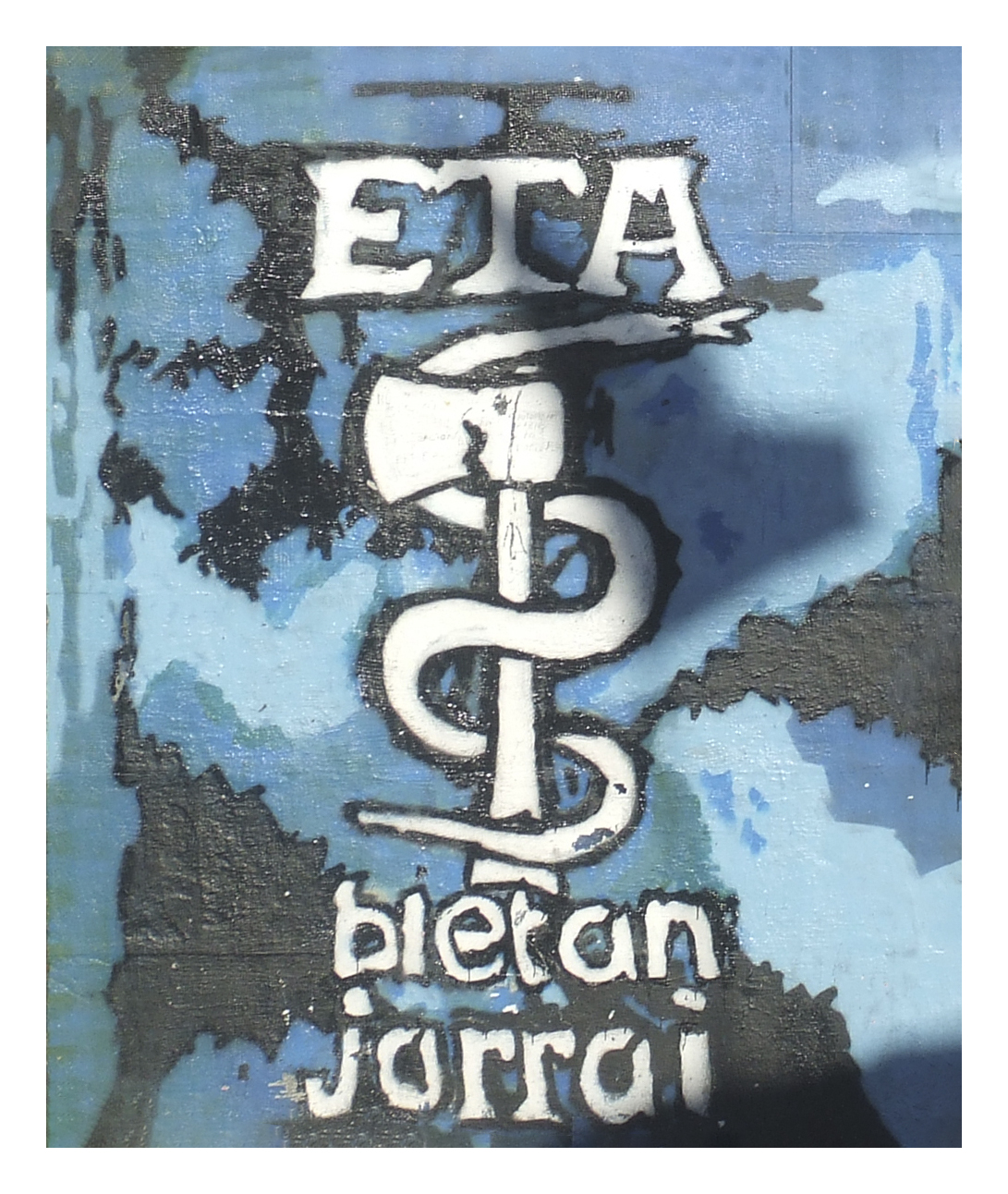
Emblema de ETA.

Sello empleado por la organización, junto al emblema, en cartas y comunicados.

El lema de ETA era bietan jarrai («seguir en las dos», es decir, con la fuerza del hacha y la astucia de la serpiente) y su emblema consistía en una serpiente envolviendo un hacha, que fue creado por Félix Likiniano, veterano antifranquista exiliado en Francia. Este emblema inspiró un símbolo utilizado en el sello de los Grupos Antiterroristas de Liberación (GAL): un hacha y una serpiente con la cabeza cortada.

#### Lemas
Durante las manifestaciones a favor de la banda, y del acercamiento de los presos de ETA a las cárceles de Euskal Herria se solían escuchar cánticos como «gora Euskal Herria askatuta», «gora ETA militarra» o «Jotake irabazi arte». Además de eso en todas estas concentraciones se cantaba Eusko gudariak, canción popular en el ámbito del nacionalismo vasco.

### Organización
Con frecuencia, a ETA se la vinculó con el llamado Movimiento de Liberación Nacional Vasco (MLNV), formado por distintas organizaciones independentistas vascas ilegalizadas en España como los partidos y agrupaciones electorales Batasuna, Euskal Herritarrok y Herri Batasuna, los movimientos juveniles Segi, Haika y Jarrai, el sindicato LAB, las Gestoras Pro Amnistía y otras, que asumen unos principios comunes, dentro de lo que llaman izquierda abertzale (ezker abertzalea en euskera, que se traduciría como «izquierda patriótica»). Sus postulados ideológicos se resumían en la Alternativa KAS. Aunque muchos miembros de organizaciones consideradas afines al MLNV no apoyaban la lucha armada, se consideró que ETA ejercía una influencia central como principal organización y referencia del MLNV. En instrucciones de procesos del juez Baltasar Garzón se consideró a varias de estas organizaciones y sociedades como parte de ETA. En 2005 comenzó el juicio contra varios representantes de este tipo de organizaciones, dentro del Sumario 18/98 y siguientes.
Se organizaba en distintos «comandos» con el objetivo de atentar en una zona geográfica determinada, coordinados por una dirección o «cúpula militar». Además tenía redes de refugios o «casas seguras», y zulos (castellanización de "zulo", "agujero" en euskera), lugares ocultos donde esconder armas y explosivos. Entre sus miembros se distinguían entre los «legales», miembros no fichados por la Policía; los «liberados», refugiados en Francia; y los «quemados», aquellos que quedaban libres tras ser detenidos. Algunos exmilitantes se trasladaron a países de América Latina, autodenominándose refugiados políticos. 
Muchos miembros de la organización fallecieron por diversas circunstancias, principalmente en enfrentamientos armados con la Policía.

### Líderes
Tras el anuncio en octubre de 2011 del cese definitivo de su actividad armada, la Policía Nacional consideraba que David Pla, Josu Urrutikoetxea e Iratxe Sorzabal eran los máximos responsables de ETA. Desde 1986 estos han sido algunos de sus líderes, con sus cargos dentro de la organización y su fecha de detención:
| Aparato militar                           | Inicio | Fecha de detención o cese |
| ----------------------------------------- | ------ | ------------------------- |
| José Miguel Beñarán Ordeñana, Argala      | ?      | 1978                      |
| Domingo Iturbe Abasolo, Txomin            | 1978   | 1987                      |
| Francisco Mujika Garmendia, Pakito        | 1986   | 29 de marzo de 1992       |
| Ignacio Gracia Arregui, Iñaki de Rentería | 1992   | 15 de septiembre de 2000  |
| Francisco Javier García Gaztelu, Txapote  | 2000   | 22 de septiembre de 2001  |
| Juan Antonio Olarra Gudiri                | 2001   | 16 de septiembre de 2002  |
| Ibon Fernández de Iradi, Susper           | 2001   | 19 de diciembre de 2002   |
| Gorka Palacios Alday                      | 2002   | 9 de diciembre de 2003    |
| Félix Alberto López de Lacalle, Mobutu    | 2003   | 2 de abril de 2004        |
| Mikel Garikoitz Aspiazu Rubina, Txeroki   | 2004   | 17 de noviembre de 2008   |
| Aitzol Iriondo                            | 2008   | 8 de diciembre de 2008    |
| Jurdan Martitegi                          | 2008   | 18 de abril de 2009       |
| Asier Borrero                             | 2009   | 4 de julio de 2009        |
| Ibon Gogeaskoetxea, Emile                 | 2009   | 28 de febrero de 2010     |
| Mikel Karrera Sarobe, Ata                 | 2010   | 20 de mayo de 2010        |
| Alejandro Zobaran, Xarla                  | 2010   | 11 de marzo de 2011       |
| Izaskun Lesaka, Ane                       | 2011   | 28 de octubre de 2012     |
| Mikel Irastorza                           | 2015   | 5 de noviembre de 2016    |

| Aparato político                        | Inicio | Fecha de detención       |
| --------------------------------------- | ------ | ------------------------ |
| José Luis Álvarez Santacristina, Txelis | 1986   | 29 de marzo de 1992      |
| Vicente Goikoetxea, Willy               | 1993   | 7 de octubre de 2001     |
| Mikel Albizu Iriarte, Mikel Antza       | 1993   | 3 de octubre de 2004     |
| María Soledad Iparraguirre, Anboto      | 1994   | 3 de octubre de 2004     |
| Francisco Javier López Peña, Thierry    | 2004   | 20 de mayo de 2008       |
| Aitor Elizaran Aguilar                  | 2008   | 19 de octubre de 2009    |
| Iratxe Sorzabal David Pla               | 2009   | 22 de septiembre de 2015 |

| Aparato logístico                      | Inicio | Fecha de detención       |
| -------------------------------------- | ------ | ------------------------ |
| Joseba Arregi Erostarbe, Fiti          | 1986   | 29 de marzo de 1992      |
| José Luis Turrillas Aranceta, Peputo   | 2000   | 16 de septiembre de 2000 |
| Asier Oiartzabal Txapartegi, Baltza    | 2000   | 23 de septiembre de 2001 |
| Laurence Guimon, Lorentza              | 2001   | 22 de enero de 2003      |
| Félix Ignacio Esparza Luri             | 2003   | 2 de abril de 2004       |
| Juan Cruz Maiza Artola, Lohi           | 2004   | 26 de julio de 2007      |
| Iñaki Reta de Frutos Javier Goienetxea | 2007   | 8 de julio de 2015       |

### Métodos

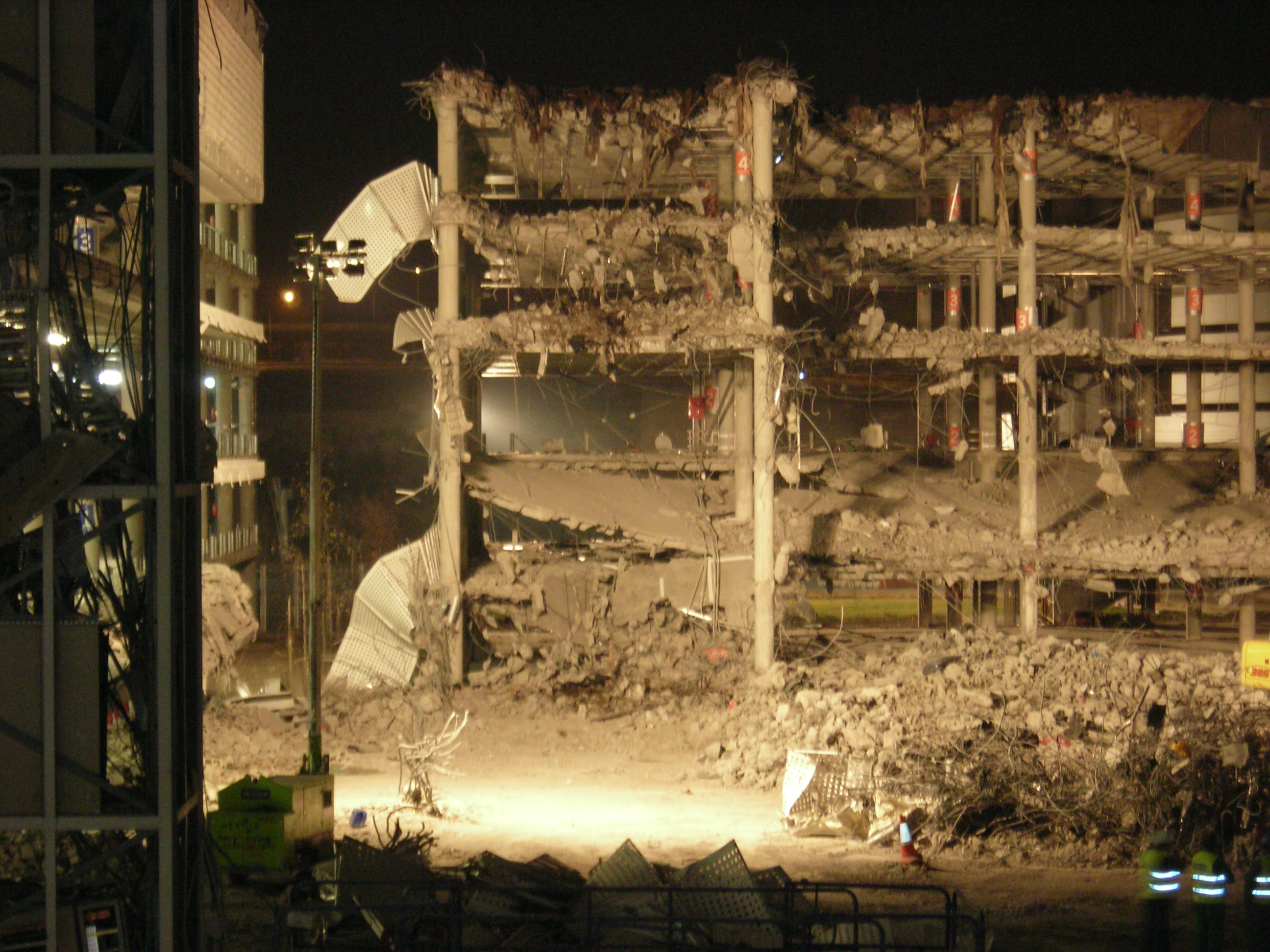
Párking de la Terminal 4 del Aeropuerto de Madrid-Barajas tras un atentado de ETA, el 30 de diciembre de 2006.

Las tácticas intimidatorias utilizadas por ETA incluían:
- El atentado, utilizando generalmente el método del coche bomba, la mochila bomba o el disparo a corta distancia, conocido habitualmente como tiro en la nuca (aunque no siempre se dirigía a esa parte del cuerpo).
- La violencia de persecución en forma de amenazas anónimas, carteles y pintadas (que obligó a llevar escoltas a los amenazados, sobre todo en el País Vasco y Navarra).
- La extorsión mediante el cobro del llamado por ella «impuesto revolucionario».
- El secuestro (argumentado con frecuencia como «castigo» por no pagar el «impuesto revolucionario»).

Llevaba a cabo gran parte de sus atentados en el País Vasco y Navarra, aunque frecuentemente su actividad se extendió a otras zonas de España. También atentó en distintas zonas de Francia, además del País Vasco Francés. En el pasado tuvo contactos con grupos como las Fuerzas Armadas Revolucionarias de Colombia (FARC-EP) y, especialmente, el IRA Provisional, y muchos de sus miembros recibieron entrenamiento en países como Argelia, Libia, el Líbano y Nicaragua.

### Asesinatos y daños materiales
| Dato                  | Cuerpo               | Cuerpo               | Muertes      |              |
| Militares/ policiales | Guardia Civil        | 203                  | 486 (58,62%) |              |
| Militares/ policiales | Policía Nacional     | 146                  | 486 (58,62%) |              |
| Militares/ policiales | Fuerzas Armadas      | 98                   | 486 (58,62%) |              |
| Militares/ policiales | Policía local        | 24                   | 486 (58,62%) |              |
| Militares/ policiales | Policía autonómica   | 14                   | 486 (58,62%) |              |
| Militares/ policiales | Gendarmería          | 1                    | 486 (58,62%) |              |
| Civiles               | Civiles              | Civiles              | 343 (41,38%) | 343 (41,38%) |
| --------------------- | -------------------- | -------------------- | ------------ | ------------ |
| Víctimas mortales     | Víctimas mortales    | Víctimas mortales    | 829          | 829          |
| Regiones              | País Vasco           | País Vasco           | 551          |              |
| Regiones              | Comunidad de Madrid  | Comunidad de Madrid  | 123          |              |
| Regiones              | Cataluña             | Cataluña             | 55           |              |
| Regiones              | Navarra              | Navarra              | 40           |              |
| Regiones              | Aragón               | Aragón               | 16           |              |
| Regiones              | Andalucía            | Andalucía            | 14           |              |
| Regiones              | Comunidad Valenciana | Comunidad Valenciana | 9            |              |
| Regiones              | Cantabria            | Cantabria            | 5            |              |
| Regiones              | La Rioja             | La Rioja             | 4            |              |
| Regiones              | Castilla-La Mancha   | Castilla-La Mancha   | 3            |              |
| Regiones              | Castilla y León      | Castilla y León      | 3            |              |
| Regiones              | Francia              | Francia              | 3            |              |
| Regiones              | Islas Baleares       | Islas Baleares       | 2            |              |
| Regiones              | Región de Murcia     | Región de Murcia     | 1            |              |
| Ref:                  |                      |                      |              |              |

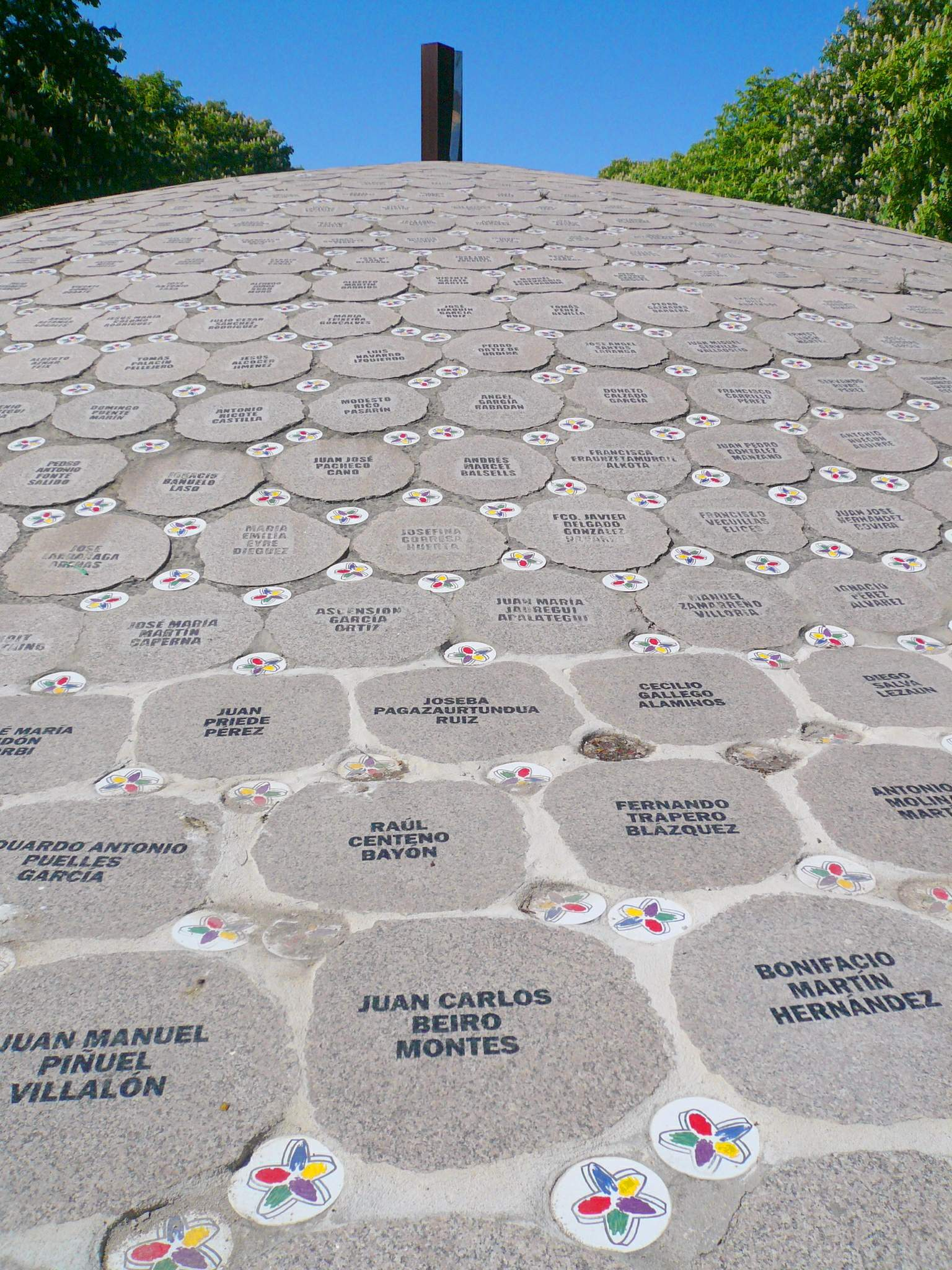
Monumento a las víctimas mortales de ETA, erigido en Vitoria.

En su último boletín interno Zutabe, fechado en abril de 2018, ETA asumió la autoría de 2.604 atentados, que provocaron un total de 758 víctimas mortales desde su paso a la actividad armada en 1968. No obstante, desde el Ministerio del Interior y las asociaciones de víctimas se le atribuye el asesinato de 829 personas, de las cuales 486 eran militares y policías (el 58,62 %) y 343 civiles (el 41,38 %). El 66,46 % de todos los atentados se cometieron en el País Vasco. Puede observarse también que, de las 623 víctimas mortales entre 1978, año de aprobación de la actual Constitución española, y 1995, únicamente 10 eran políticos, el 1,6 %, mientras que, desde 1995, de los 93 asesinatos perpetrados 26 fueron personalidades políticas, el 27,96 % (16 concejales, 5 dirigentes o ex-dirigentes de partidos no nacionalistas y 5 cargos institucionales). De esto se deduce que desde mediados de los años 1990 ETA apostó más por el asesinato de personajes de la vida política frente a otros sectores. En 2018 un estudio de la AVT cifró en 307 los asesinatos de ETA sin resolver.
Un listado de asesinatos de la banda puede verse en:
- Asesinatos de ETA entre 1968 y 1975, durante la dictadura de Francisco Franco.
- Asesinatos cometidos por ETA desde 1975, durante la Transición y la democracia en España.

Entre las personalidades célebres asesinadas por ETA se encuentran:
- El presidente del Gobierno de la dictadura de Franco: Luis Carrero Blanco (1973).
- Parlamentarios, concejales y miembros de varios partidos políticos, ya sean del Partido Socialista Obrero Español (PSOE) como Fernando Buesa, Juan María Jáuregui, Ernest Lluch, de Unión de Centro Democrático (UCD) como Ramón Baglietto, o del Partido Popular (PP), como Miguel Ángel Blanco, Alberto Jiménez-Becerril, Gregorio Ordóñez o Tomás Caballero.
- Magistrados y fiscales, como el expresidente del Tribunal Constitucional Francisco Tomás y Valiente, los magistrados del Tribunal Supremo Rafael Martínez Emperador y José Francisco Querol Lombardero, o el fiscal jefe del Tribunal Superior de Justicia de Andalucía, Luis Portero.
- Empresarios, como Javier de Ybarra y Bergé, Ignacio Uría o José Antonio Santamaría.
- Funcionarios de prisiones y judiciales, como Máximo Casado Carrera.
- Filósofos e intelectuales.
- Periodistas, como José Luis López de Lacalle, José María Portell Manso o Jaime Bilbao Iglesias.
- Colectivos sociales y religiosos.
- Ingenieros, como José María Ryan Estrada o Ángel Pascual Mugica.
- Profesionales que trabajaban para el Estado, como el cocinero Ramón Díaz García (asesinado el 26 de enero de 2001, en la Comandancia de Marina de San Sebastián).
- Traficantes de droga.[227]
- Antiguos miembros de ETA, como Dolores González Catarain Yoyes.

Muchos miembros del Ejército español y de las fuerzas de seguridad de España y Francia, ya fueran de la Guardia Civil, la Policía Nacional, la Gendarmería francesa, o de policías autonómicas o locales, como la Ertzaintza o los Mozos de Escuadra, fueron asesinados mientras servían como escoltas de distintas autoridades.
En atentados indiscriminados con bomba, ETA mató también a niños y ancianos (atentado contra el centro comercial "Hipercor" en junio de 1987 con muerte de 21 personas y 45 heridos), turistas extranjeros y familiares de objetivos terroristas, principalmente a familiares de guardias civiles que se encontraban en las casas cuartel contra las que atentó (casa cuartel de Zaragoza el 11 de diciembre de 1987, que causó 11 víctimas, o la de Vich, el 29 de mayo de 1991, que causó la muerte de 10 personas). Generalmente avisaba con antelación de los atentados con bomba contra objetivos civiles, no haciéndolo en el caso de objetivos militares. En algunas ocasiones se produjeron fallos en el sistema de avisos empleado, ocasionando numerosas víctimas, como en el caso del atentado contra el citado centro comercial en el que finalmente, por sentencia judicial, se reconoció la responsabilidad del Estado por la tardanza en evacuar dicho centro al considerarse una falsa alarma, habiendo avisado ETA 35 minutos antes de producirse la trágica explosión.
En la siguiente gráfica se observa la evolución del número de asesinatos cometidos por ETA cada año desde 1968 hasta su último atentado mortal en 2010.
El año 1980 fue en el que hubo más víctimas mortales, sumando 93 asesinados. ETA secuestró a un total de 86 personas, de las que ejecutó a 12. Se calcula que los daños materiales ocasionados por ETA al Estado español en los últimos 20 años podrían ascender a unos 25 000 millones de euros, de los que tres cuartas partes lo serían solo en el País Vasco, un 20,1% de su PIB, según estimaciones realizadas por Mikel Buesa, profesor de la Universidad Complutense.

### Financiación y aprovisionamiento
Se estimaba en 2002 que el presupuesto anual de ETA era de unos dos millones de euros y disponía en esa fecha de unos 500 militantes activos.
Una de sus vías de financiación más conocidas, y que en 2002 podía llegar a suponer el 75% de los ingresos de la banda, era el llamado «impuesto revolucionario», por el que ETA obliga a pagar a empresarios y profesionales cualificados de Euskal Herria (especialmente del País Vasco español, pero en ocasiones también del País Vasco francés) bajo amenazas de asesinato, secuestros y daños contra propiedades. También ha cobrado rescates por secuestros. Parte del material empleado lo conseguían mediante robos. Fueron frecuentes los robos de automóviles que luego eran utilizados como coches bomba o para huir del lugar de un atentado. También cometía de vez en cuando robos en almacenes de explosivos. Menos frecuentemente, robaban dinero en metálico, troqueladoras y material para falsificar placas de matrícula. En sus primeros años, robaban también material de imprenta para difundir sus escritos.
Entre 2004 y 2007 se realizaron investigaciones de posibles 296 operaciones financieras vinculadas con la financiación de ETA.
En 2004 fueron descubiertos en depósitos de armas en Francia al menos dos misiles tierra-aire, que traficantes de armas posiblemente relacionados con el IRA habían vendido a ETA en 1999, durante uno de los alto el fuego declarados por el grupo terrorista. En 2001, ETA intentó con los misiles atentar en tres ocasiones contra la vida del entonces presidente del Gobierno, José María Aznar, pero los misiles fallaron en su lanzamiento.
Según el escritor Roberto Saviano también estaba relacionada con el narcotráfico y hacía negocios con los camorristas italianos.

## Política antiterrorista y penitenciaria
Durante la dictadura franquista, los presos de ETA permanecían en prisiones militares. Algunos de sus miembros fueron condenados a muerte ejecutándose varias sentencias. Desde la transición, se les recluye en centros penitenciarios civiles.
La actual ley antiterrorista española data sus orígenes de la etapa preconstitucional puesto que la Diputación Permanente del Congreso convalidó, el 6 de febrero de 1979, el Decreto-Ley sobre seguridad ciudadana de junio del año anterior (conocido como «ley antiterrorista») con la oposición de socialistas, comunistas, Minoría Catalana y Partido Nacionalista Vasco, que pidieron su derogación por considerarlo inconstitucional; en virtud de la misma y de sus numerosas reformas posteriores, la situación de los detenidos sospechosos de actividades terroristas se rige por una legislación especial desde el momento de su detención restrictiva de diversos derechos reconocidos al resto de detenidos, siendo motivo de polémica y de oposición por parte de partidos políticos y organizaciones pro derechos humanos. Entre otras muchas especificidades, los presos de ETA podían permanecer hasta 13 días incomunicados siendo la causa secreta para sus abogados defensores que no pueden ser designados por el detenido y no pueden entrevistarse con el letrado en privado; asimismo su enjuiciamiento posterior no es competencia de los Juzgados de Instrucción de cada partido judicial, sino de la Audiencia Nacional, que se encuentra en Madrid y fue creada en 1977.
Alegando la necesidad de evitar que ETA impidiera mediante coacción la reinserción de sus presos, anteriormente agrupados en cárceles del País Vasco y Navarra, el Gobierno decidió la dispersión de los presos de ETA por las cárceles de todo el país. Esta medida antiterrorista se justificaba políticamente como una forma de evitar que se formara un grupo de presión en las cárceles vascas que actuase sobre cada individuo recluso. Sin embargo, además de que los resultados de esta medida fueron escasos, su carácter legal fue puesto en duda desde sectores nacionalistas y organizaciones pacifistas. Gesto por la Paz calificaba la medida como «un castigo añadido extrapenitenciario, discrecional y arbitrario» y criticaba duramente, no tanto la dispersión entre sí de los presos, sino su alejamiento del País Vasco, al considerar que así también se castigaba a sus familiares y entorno. En un estudio sociológico llevado a cabo por la Universidad del País Vasco en 1999 en el ámbito del País Vasco, el 80 % de los encuestados se mostraba favorable a que dicho acercamiento se llevara a cabo y un 9 % en contra, considerando en parecido porcentaje que dicha medida facilitaría la pacificación, al igual que la desaparición del terrorismo callejero y las amenazas.
A mediados de 2005, la Dirección de Instituciones Penitenciarias del Ministerio del Interior cifraba en 544 los miembros o colaboradores de ETA en prisiones españolas, de los que 24 se encontrarían en el País Vasco. La asociación de familiares de presos de ETA, Etxerat, reducía a 507 la cifra de miembros de ETA encarcelados en España, de los que solo 14 se hallarían en centros del País Vasco. Una parte importante de los reclusos de ETA se encuentran en las seis prisiones de la Comunidad de Madrid, entre ellos, la mayoría de los que tienen juicios pendientes, ya que los procesos por terrorismo se celebran en la Audiencia Nacional. Según Etxerat había unos 110 miembros de ETA en estas seis prisiones. El resto estaban repartidos por otras cárceles de España.
En Francia, según Etxerat, había 153 miembros de ETA encarcelados, repartidos por 30 centros penitenciarios, 109 de los cuales se encontraban en las nueve cárceles del distrito de París, debido en parte a que es allí donde se sitúan los tribunales centrales que juzgan este tipo de causas. Ningún miembro de ETA se encuentra encarcelado en prisiones del País Vasco francés; además había cinco presos de ETA en dos cárceles de México y uno en el Reino Unido.
En 2008, con 670 se alcanzó en España la cifra más alta de presos encarcelados de ETA —lo que suponía un incremento del 35 % respecto del 2006— de los que 413 cumplían condena y 201 se hallaban en prisión preventiva, el resto se encontraba en prisiones de fuera de España. José María Sagardui, «Gatza», encarcelado en 1980, es el preso que llevaba más tiempo encarcelado.
Según la citada organización Etxerat el número ascendía a 762 presos repartidos en 85 centros de reclusión que estaban alejados de sus domicilios una media de 630 kilómetros, encontrándose 14 de ellos en las cárceles del País Vasco y Navarra. 157 estarían repartidos en 33 centros franceses.
En 2008, la Audiencia Nacional, órgano judicial con sede en Madrid encargado del procesamiento de delitos de terrorismo en España, juzgó a 81 etarras en 45 juicios, en los que 21 acusados resultaron absueltos.
En la siguiente gráfica se observa la evolución del número de presos de ETA desde 1978. Datos de Etxerat y EPPK.[cita requerida]
La cuestión de los presos de ETA fue motivo de negociación en la decena de veces que ETA decidió suspender sus acciones y las negociaciones con el Gobierno de España, así durante la tregua de 1999 el Gobierno del Partido Popular presidido por José María Aznar acercó a 135 presos etarras a cárceles próximas al País Vasco y Navarra y concedió 42 terceros grados en cumplimiento de lo dispuesto por el Congreso de los Diputados que aprobó en noviembre de 1998 una moción de Izquierda Unida a la que se sumó el Partido Popular, y fue aprobada unánimemente, sobre el acercamiento de los presos por la que se instaba al Gobierno a poner en práctica «una nueva orientación, consensuada, dinámica y flexible, de la política penitenciaria en la forma que mejor propicie el final de la violencia», aunque tras la ruptura de las negociaciones esta política jamás se llevó a cabo. La única oposición a esta medida partió de la Asociación de Víctimas del Terrorismo, que criticó duramente la postura del PP, considerando la dispersión como la mejor medida antiterrorista.
A finales de 2008, el Gobierno del PSOE, en respuesta a una información publicada en prensa, manifestó que algunos presos de la banda habían sido acercados a sus domicilios y otros alejados solicitando discreción por motivos de seguridad y Rubalcaba recalcando que la política penitenciaria era «un instrumento más en la lucha antiterrorista».
En el mismo sentido, durante el 2009, dirigentes históricos de ETA como Santiago Arróspide Sarasola, «Santi Potros», con pena de prisión hasta 2030 al ser condenado por el ya citado atentado contra Hipercor y que rechazaba la lucha armada fue acercado desde Cádiz a Zaragoza, mientras que otros presos de ETA y sus organizaciones satélites fueron alejados al sur de la península.
Mediáticamente se utilizó a los presos reinsertados o que condenaban la violencia para erosionar a ETA y por su parte la organización realizó grandes esfuerzos para controlar y aunar las opiniones de este colectivo. En el 2010, un centenar largo de los más de 600 presos etarras recluidos en España ya habían roto con ETA. Algunos de ellos firmaron un documento en el que lamentaban «el daño causado a personas, todas inocentes, a sus familiares y a la sociedad». Aunque este optimismo no encuentra reflejo en todos los escritos de los expertos que tratan sobre el tema.
Según el informe sobre vulneraciones de derechos humanos encargado por el Gobierno vasco y presentado en junio de 2013, el total de personas detenidas de 1960 a 2013 por pertenencia o colaboración con ETA era de unas 40 000, aunque, finalmente, y según cifras del Ministerio de Interior, menos de 10 000 de ellas fueron imputadas por su relación con la organización.

## Apoyo social
El grado de apoyo social que llegó a tener ETA en el País Vasco y Navarra es desconocido debido a dificultades metodológicas para llevar a cabo tal estudio. Probablemente tuvo su mayor grado de apoyo durante el tardofranquismo en momentos como el asesinato de Luis Carrero Blanco.
La intensidad del respaldo social a ETA varió enormemente a lo largo de su historia, aunque fue minoritario, al menos, desde la Transición. Hacia las décadas de 1990 y 2000, el apoyo total a la actividad de ETA oscilaba entre el 0,5 % y el 1 % de la población, mientras que el grado de rechazo pleno e incondicional se situaba por encima del 60 %. El resto de la población no contestaba a las encuestas o manifestaba posiciones intermedias como, por ejemplo, el apoyo al fin independentista y socialista de ETA, pero no a la violencia como medio para lograrlo; o la defensa de acciones pasadas de ETA, pero no las más recientes. También puede estimarse la evolución de su apoyo a través del número de votos que recibió Herri Batasuna y el resto de candidaturas de la izquierda abertzale, aunque el voto por HB no necesariamente equivaldría a un apoyo a la violencia de ETA.
La consolidación de la oposición mayoritaria a ETA se hizo especialmente patente con el secuestro y asesinato de Miguel Ángel Blanco, que generaría un gran rechazo social. Su pérdida de simpatizantes fue tan grande que la plataforma Euskal Herritarrok perdió la mitad de sus votantes tras la ruptura de la tregua de 1998-1999.
En sus últimos años de actividad su apoyo social acabó siendo minoritario. Según el Euskobarómetro (estudio sociológico realizado por un equipo de profesores de la Universidad del País Vasco) de noviembre de 2005, más del 60 % de los vascos rechazaba totalmente a ETA. Un 17 % opinaba que en el pasado su violencia había estado justificada, pero en el momento de la encuesta no. Un 12 % compartía sus fines, pero no sus métodos violentos. Un 3 % justificaba parcialmente la acción ETA, criticando sus errores, mientras que solo un 0,4 % la apoyaba totalmente.
Los datos de este estudio en mayo de 2009 confirmaron la tendencia de incremento del rechazo social: el 64 % de los vascos rechazaba totalmente a ETA; un 13 % opinaba que en el pasado su violencia había estado justificada, pero en el momento de la encuesta no; un 10 % compartía sus fines, pero no sus métodos violentos. Se mantuvo en un 3 % quienes justificaban parcialmente la acción ETA, criticando sus errores, mientras que subió al 1 % quienes la apoyaban totalmente.
Desde la disolución de la banda se siguen produciendo actos que exaltan o apoyan la actividad de la banda o de algunos de sus presos, aunque la cifra de estos actos se redujo un 32 % solo en 2023.

## Denuncias de tortura
Los actos de ETA fueron condenados y calificados de terroristas por la inmensa mayoría de las fuerzas políticas y sociales así como por Estados extranjeros y organizaciones internacionales como la Unión Europea y la Organización de las Naciones Unidas. No obstante, organizaciones como Amnistía Internacional, sin dejar de condenar  los abusos de ETA contra los derechos humanos, también se mostraron críticas con la política antiterrorista del Gobierno de España, en particular el régimen de incomunicación, que, según esta organización, posibilitaría el maltrato o la tortura a los presos, pero sin llegar a calificarla de sistemática.
El debate sobre la tortura en España está profundamente ligado a la historia de ETA. Las torturas que algunos detenidos sufrieron por parte de las fuerzas policiales españolas, fundamentalmente durante la dictadura franquista, contribuyeron al deterioro de la imagen de la administración española, a la radicalización de ETA, y a su captación de miembros. Y, a la inversa, la escalada en la adopción por ETA y otros grupos de métodos violentos permite que aún después de la transición, se mantengan medidas como la potestad de retener a un detenido incomunicado durante cinco días sin permitirle contactar con su defensa o su familia. Precisamente, uno de los primeros asesinados por ETA fue Melitón Manzanas quien, como jefe de la Brigada Político-Social de San Sebastián, había torturado a numerosos opositores al régimen franquista.
Las denuncias por torturas no cesaron con la Constitución de 1978. Desde el Gobierno de España se afirmaba que las denuncias eran falsas y que se debían a una consigna de ETA a sus militantes. Fuentes próximas a la organización terrorista denunciaron la muerte de varios militantes de ETA y otros detenidos debido a las torturas recibidas bajo régimen de incomunicación. Los detenidos acusados de pertenecer a ETA alegaban en muchos casos haber recibido torturas que no dejarían lesiones duraderas (asfixia, agresiones sexuales, golpes o presión en los genitales, golpes con objetos romos, descargas eléctricas, exposición al frío, amenazas). Cuando los acusados presentaban marcas de lesiones al acabar la incomunicación, las fuerzas de seguridad alegaban que se las habían autoinfligido los propios detenidos a sí mismos o bien que eran resultado de caídas o de forcejeos en los que los agentes se habían limitado a defenderse.
En el Congreso de los Diputados, durante la primera legislatura, se abrió una comisión de investigación sobre torturas en Euskal Herria, que inició su andadura el 28 de diciembre de 1979, como parte del acuerdo por la liberación de Javier Rupérez, en manos de ETA (pm). Alargó sus trabajos hasta la llegada al poder del PSOE en 1982. Un número indeterminado de torturados declararon, entre los que se encontraban, según diversos testimonios, Tomás Linaza y Txema Rojo. Se grabaron las sesiones, al menos en audio, y se redactó un informe con conclusiones que nunca llegó a debatirse en el pleno. Un documento sobre los malos tratos en Euskal Herria que sigue encerrado en los archivos del Congreso que insiste en no desvelar ningún dato sobre el mismo.
Las asociaciones de la llamada izquierda abertzale solían ser las más activas en la denuncia de la práctica de torturas contra sus simpatizantes, dándoles crédito. Por el contrario, PP, PSOE y los sindicatos policiales niegan que la tortura fuera una práctica extendida, reconociendo solo los casos confirmados por sentencia judicial (aunque, desde la aprobación del Código Penal de 1995, no se haya producido ninguna condena a un policía por maltrato, lo que genera acusaciones de impunidad para los autores de las mismas).
Por parte de estos últimos se señaló que las denuncias de torturas eran una estrategia de ETA al haberse encontrado manuales de instrucción etarras, intervenidos por la policía durante determinadas detenciones, en los que se aconsejaba a sus miembros denunciar torturas si eran detenidos; así, en enero de 2008 fueron incautados a los etarras Igor Portu y Martín Sarasola, el primero, ingresado en la UCI al día siguiente de su detención, un manual titulado Atxiloketari Aurre Eginez, 2º zkia (Haciendo frente a la detención, segundo volumen), en el que se informa a los miembros de la banda terrorista: "Sé listo, no vas a ser devuelto otra vez a comisaría (...) Lo peor ya ha pasado. Por tanto, decirle al forense que escriba que te han torturado tanto física como psicológicamente". Tras abandonar las dependencias policiales y ser conducidos a la Audiencia Nacional, "la pesadilla ha terminado", no van a ser devueltos a "manos del enemigo". En ese momento deben comunicar que: "Todo lo declarado en dependencias policiales es mentira. Son declaraciones hechas bajo tortura". Aun conociendo de antemano esas instrucciones, el ministro de interior Alfredo Pérez Rubalcaba subrayó que se investigaron todas las denuncias, ya que "los primeros interesados en que esas investigaciones se lleven a cabo" son el Gobierno y la Guardia Civil. Sin embargo, desde la izquierda abertzale, se subraya que en las escasas ocasiones en que se ha producido investigación y posterior juicio demostrativo de las torturas, los encausados han sido finalmente absueltos o condenados a penas ridículas y con el tiempo condecorados o ascendidos, poniendo como ejemplo la muerte bajo torturas de Joxe Arregi. Así mismo, lo dicho por el ministro contrasta con las múltiples condenas (hasta ocho por parte del Tribunal Europeo de Derechos Humanos) al Estado español por parte de organismos internacionales debido a la ausencia de investigación de las mismas. Amnistía Internacional ha pedido al presidente José Luis Rodríguez Zapatero que ponga en práctica un "Mecanismo Nacional de Prevención de la Tortura", para adecuarse al compromiso adquirido por España al ratificar el Protocolo Facultativo para la prevención de la Tortura. En el mismo comunicado, pidió la eliminación de la incomunicación y el "establecimiento por ley de investigaciones rigurosas y eficaces de las denuncias de torturas y malos tratos a manos de agentes estatales, evitando que queden impunes".
La Organización de las Naciones Unidas envió en varias ocasiones a España a Theo van Boven y Martin Scheinin, en función de relatores contra la tortura. Durante su última visita (en mayo de 2008), Scheinin (en sus valoraciones provisionales) solicitó a las autoridades españolas la derogación del régimen de incomunicación de los detenidos y que se reforme el régimen especial de la Audiencia Nacional ya que, a su juicio «se conculcan derechos y crea deficiencias estructurales –no permite la posibilidad de recurrir ante un tribunal superior– en el funcionamiento democrático de la Justicia». Además, Scheinin alertó sobre la tendencia del sistema judicial español a calificar como «terrorismo» delitos que no lo son, manifestando que «cuando se empieza a caer por esa pendiente se corre el riesgo de conculcar muchos derechos».
Otras entidades, como Human Rights Watch no confirmaron la tortura aunque consideraban que se podían mejorar las garantías para evitarla. Amnistía Internacional, por su parte, afirmó en su informe «Sal en la herida», que aunque "no cree que los malos tratos a manos de funcionarios españoles encargados de hacer cumplir la ley sean algo habitual, basándose en sus investigaciones la organización no está de acuerdo con la afirmación de que constituyen hechos aislados, de cuya comisión sólo cabe responsabilizar a unos cuantos agentes de policía deshonestos." En el mismo informe "Amnistía Internacional presenta algunas recomendaciones a las autoridades españolas que la organización considera que contribuirían a prevenir los malos tratos y a poner fin a la impunidad de los funcionarios encargados de hacer cumplir la ley responsables de tales actos". Gesto por la Paz de Euskal Herria, y partidos políticos como IU, PNV o EA mantuvieron sus reservas sobre la mayoría de las denuncias, aunque dieron credibilidad a algunos casos, aún sin sentencia firme, cuando el detenido salía del período de incomunicación con lesiones que fueron fuente de gran controversia para la opinión pública (como en el caso de Unai Romano, cuyo informe de lesiones fue realizado por el prestigioso antropólogo forense Francisco Etxeberria, especialista que se manifiesta con dureza respecto a los estamentos judiciales españoles y su relación con la tortura y la, a su entender, evidente impunidad que en ese grave asunto se da en ellos) o cuando la víctima tenía un amplio prestigio social (como en el caso de Martxelo Otamendi, director del diario Euskaldunon Egunkaria, clausurado por la Guardia Civil; aunque este último caso se vio avalado, además, por una sentencia condenatoria contra España por parte del Tribunal Europeo de Derechos Humanos de Estrasburgo, por no investigar la denuncia de torturas).
En este sentido, en 2006 el Gobierno Vasco accedió a las peticiones de Amnistía Internacional y anunció que la Ertzaintza grabaría en vídeo los periodos de incomunicación de los detenidos. Tras tres años sin ninguna denuncia de tortura hacia este organismo, en el 2009 la Ertzaintza aplicó la incomunicación por primera vez en ese periodo al detenido Manex Castro, quien denunció torturas; la familia, además, al no recibir información sobre el estado y paradero del detenido, denunció que la Ertzaintza no había cumplido su propio protocolo. La portavoz del gobierno vasco Miren Azkarate confirmó que se había grabado el periodo de incomunicación, sin embargo, estas grabaciones no se han hecho públicas.
El 28 de septiembre del año 2010 el Tribunal Europeo de Derechos Humanos condenó al España a indemnizar al preso de ETA Mikel San Argimiro Isasa, por «la ausencia de una investigación efectiva» ante una denuncia de los supuestos malos tratos que habría sufrido durante su detención, aclarando que «los elementos de que dispone no le permiten establecer más allá de toda duda razonable» las alegaciones del demandante. El 30 de diciembre de ese mismo año fueron condenados a prisión cuatro miembros de la Guardia Civil por torturar a los etarras Igor Portu y Mattin Sarasola, autores del atentado contra la terminal T4 del aeropuerto de Barajas, durante los cinco días que los detenidos pasaron incomunicados en comisaría, aunque el Tribunal Supremo anuló la sentencia de 2010 de la Audiencia de Guipúzcoa y los cuatro guardias civiles finalmente fueron absueltos. Esta sentencia no impidió que Portu y Sarasola fueran condenados por pertenencia a ETA y tenencia de armas, si bien fueron absueltos de la acusación de conspiración para cometer estragos terroristas.
En marzo de 2011, el Tribunal Europeo de Derechos Humanos de Estrasburgo condenó a España por no investigar la denuncia de torturas interpuesta por Aritz Beristain en 2002, pese a que existían partes médicos que constataban lesiones. Entre otras cosas, el donostiarra detalló que los guardias civiles le introdujeron un objeto por el ano.
Igualmente, en marzo de 2011, la Guardia Civil realizó una redada en Vizcaya que concluyó con gravísimas denuncias de torturas. Sobresalía la de Beatriz Etxebarria, que incluía una violación en los calabozos. En mayo de 2013, el Comité Europeo para la prevención de la tortura (CPT), órgano del Consejo de Europa, recogió ese caso en un informe relativo a la visita a España que mantuvo dos meses después de los hechos, situando el testimonio como «creíble y consistente», igual que otros nueve más. En octubre de 2014 el Tribunal Europeo de Derechos Humanos condenó finalmente al España por no investigar las denuncias de torturas de Beatriz Etxebarria, detenida en la citada redada de marzo de 2011, y de Oihan Ataun, arrestado en noviembre de 2008 en Zizur Mayor.
El 31 de mayo de 2013, el Comité de Derechos Humanos hizo oficial el dictamen por el que concluía que María Atxabal fue torturada en dependencias policiales tras ser detenida por la Guardia civil en 1996 y establecía que España debía reparar el daño causado, abrir una investigación «precisa y objetiva» de los hechos acaecidos durante la incomunicación y prestar asistencia médica gratuita a Atxabal para tratar el estrés postraumático que sufría debido a los malos tratos recibidos. Además, instaba a las autoridades españolas a poner fin al régimen de incomunicación y a asegurar la libre elección de abogado por parte del reo.
El 5 de mayo de 2015, el Tribunal Europeo de Derechos Humanos volvió a condenar nuevamente al España al dictaminar que violó el artículo 3 de la Convención Europea de Derechos Humanos al no investigar la denuncia de torturas que interpuso Patxi Arratibel tras su paso por dependencias de la Guardia Civil en enero de 2011. Al año siguiente y por idénticos motivos, dicho tribunal volvió a condenar a España por no investigar las denuncias de Xabier Beortegi, también detenido en enero de 2011 por su presunta vinculación al aparto político de ETA.
En febrero de 2018 el Tribunal Europeo de Derechos Humanos condenó a España por considerar probado el “tratamiento inhumano y degradante” que sufrieron Igor Portu y Mattin Sarasola durante su detención en 2008 por el atentado de la T4.

## Representaciones de ETA en la cultura popular

### En el cine
Aunque las series de ficción televisiva, incluso las policiacas, suelen rehuir el tema de ETA, diversas películas, tanto documentales como de ficción, han tratado el tema de ETA en el cine ya sea directa o tangencialmente:
| - 1977, Comando Txikia, de José Luis Madrid. - 1977, Estado de excepción, de Iñaki Núñez. - 1978, Toque de queda, de Iñaki Núñez. - 1979, El proceso de Burgos, de Imanol Uribe. - 1979, Operación Ogro, de Gillo Pontecorvo. - 1981, La fuga de Segovia, de Imanol Uribe. - 1983, El caso Almería, de Pedro Costa. - 1983, El pico, de Eloy de la Iglesia. - 1983, Euskadi: hors d'etat, de Arthur Mac Caig. - 1983, La muerte de Mikel, de Imanol Uribe. - 1983, Los reporteros, de Iñaki Aizpuru. - 1984, Goma 2, de José Antonio de la Loma. - 1985, Golfo de Vizcaya, de Javier Rebollo. - 1985, Ehun metro, de Alfonso Ungría. - 1986, El amor de ahora, de Ernesto del Río. - 1987, La rusa, de Mario Camus. - 1988, Ander eta Yul (Ander y Yul), de Ana Díez. - 1988, Proceso a ETA, de Manuel Macià. - 1989, Días de humo, de Antxon Eceiza. - 1989, La blanca paloma, de Juan Miñón. - 1991, Amor en off, de Koldo Izagirre. - 1991, La noche más larga, de José Luis García Sánchez. - 1991, Cómo levantar mil kilos, de Antonio Hernández. - 1991, Todo por la pasta, de Enrique Urbizu. - 1992, La hiedra, de Antonio Conesa. - 1993, Sombras en una batalla, de Mario Camus. - 1994, Días contados, de Imanol Uribe. - 1997, A ciegas, de Daniel Calparsoro. - 1997, The Jackal (Chacal), de Michael Caton-Jones. | - 2000, Yoyes, de Helena Taberna. - 2000, Plenilunio, de Imanol Uribe. - 2001, El viaje de Arián, de Eduard Bosch. - 2001, La voz de su amo, de Emilio Martínez Lázaro. - 2001, Asesinato en febrero, de Eterio Ortega. - 2001, Los justos, de José Antonio Zorrilla. - 2001, Antonia, de Mariano Andrade. - 2002, La playa de los galgos, de Mario Camus. - 2004, La pelota vasca, la piel contra la piedra, de Julio Médem. - 2004, Perseguidos, de Eterio Ortega. - 2004, El Lobo, de Miguel Courtois. - 2005, Trece entre mil, de Iñaki Arteta. - 2005, Múnich, de Steven Spielberg. - 2006, Agurra! Eduardo Moreno Bergaretxe, Perturen omenaldia, de Fernando López Castillo. - 2006, Esos cielos, de Aizpea Goenaga. - 2006, GAL, de Miguel Courtois. - 2007, Clandestinos, de Antoino Hens. - 2007, Canciones de amor en Lolita's Club, de Vicente Aranda. - 2007, Deabru guztien urtea (El año de todos los demonios), de Ángel Amigo. - 2007, Fuego, de Damian Chapa. - 2007, Corazones de hielo, de Pedro Arjona. - 2008, Tiro en la cabeza, de Jaime Rosales. - 2008, Todos estamos invitados, de Manuel Gutiérrez Aragón. - 2008, Todos los días son tuyos, de José Luis Gutiérrez Arias. - 2008, Futuro: 48 horas, de Manuel Estudillo. - 2008, El infierno vasco, de Iñaki Arteta. - 2009, La casa de mi padre, de Gorka Mertxan. - 2009, Celda 211, de Daniel Monzón. - 2009, Zorion perfektua (La felicidad perfecta), de Jabi Elortegi. | - 2009, Itsasoaren alaba (La hija del mar), de Josu Martínez. - 2010, Luna caliente, de Vicente Aranda. - 2010, Carlos, de Olivier Assayas. - 2010, Balada triste de trompeta, de Álex de la Iglesia. - 2011, El caso Calore. Asesinato de un testigo protegido, de Ángel Amigo. - 2011, Al final del túnel. Bakerantza, de Eterio Ortega. - 2012, Dragoi ehiztaria (El cazador de dragones), de Patxi Barco. - 2012, Chronique basque, de Marie-Paule Jeunehomme. - 2012, Barrura begiratzeko leihoak (Ventanas al interior), de Josu Martínez. - 2012, Memorias de un conspirador, de Ángel Amigo. - 2013, Umezurtzak (Huérfanos), de Ernesto del Río. - 2013, Asier ETA biok (Asier y yo), de Aitor Merino. - 2014, Echevarriatik Etxeberriara (De Echevarría a Etxeberria), de Ander Iriarte. - 2014, Lasa y Zabala, de Pablo Malo. - 2014, Negociador, de Borja Cobeaga. - 2014, 1980, de Iñaki Arteta. - 2014, Fuego, de Luis Marías. - 2015, Santuario, de Olivier Masset-Depasse. - 2015, Lejos del mar, de Imanol Uribe. - 2016, El fin de ETA, de Justin Webster. - 2016, El hombre de las mil caras, de Alberto Rodríguez. - 2017, Fe de etarras, de Borja Cobeaga. - 2018, Cuando dejes de quererme, de Igor Legarreta. - 2018, Mudar la piel, de Ana Schulz y Cristóbal Fernández. - 2018, Nacional I, historia de la primera víctima de ETA, de Rafael Alcázar y Felipe Hernández Cava. - 2019, El hijo del acordeonista, de Fernando Bernués. - 2021, Maixabel, de Icíar Bollaín. - 2022, Las buenas sombras, de Felipe Hernández Cava. - 2024, La infiltrada de Arantxa Echevarría |

### En televisión
- 2009, Una bala para el Rey, de Pablo Barrera.
- 2010, Chuck. Capítulo «Chuck contra la luna de miel», de Robert Duncan McNeill.
- 2011, El asesinato de Carrero Blanco, de Miguel Bardem.
- 2011, El precio de la libertad, de Ana Murugarren.[319]
- 2014, Aupa Josu, de Borja Cobeaga.[320]
- 2014, Crónica de Castas. Capítulo 5, «El vasco», de Jimena Gallardo. Dirección de Daniel Jiménez Cacho.
- 2015, Narcos. Capítulo 6, «Explosivos».[321]
- 2016, Nit i dia (Noche y día), de Manuel Huerga y Oriol Paulo. Emitida por TV3.
- 2016, El padre de Caín, de Salvador Calvo.
- 2018, Presunto culpable, de Javier Holgad, Josep Cister y Aitor Montánchez. Emitida por Antena 3.
- 2020, La línea invisible, de Mariano Barroso. Emitida por Movistar+.
- 2020, Patria, de Aitor Gabilondo. Emitida por HBO.
- 2020, El desafío: ETA de Hugo Stuven Casasnovas. Emitida en Prime Video.

### En teatro
- 2011, Burundanga. El final de una banda, de Jordi Galceran.
- 2015, La mirada del otro, de Chani Martín.[322]

### En novela
El tema de ETA también ha sido tratado en novelas como:
- 1974, Operación Ogro, de Eva Forest.
- 1976, Ehun metro (Cien metros), de Ramón Saizarbitoria.
- 1976, Lectura insólita de 'El Capital', de Raúl Guerra Garrido (Premio Nadal 1976)
- 1981, Y Dios en la última playa, de Cristóbal Zaragoza.
- 1981, La costumbre de morir de Raúl Guerra Garrido
- 1981, Gálvez en Euskadi, de Jorge Martínez Reverte.
- 1988, Exkixu, de José Luis Álvarez Enparantza.
- 1990, La carta de Raúl Guerra Garrido
- 1991, Galíndez, de Manuel Vázquez Montalbán, en el primer capítulo de su obra sobre el exiliado vasco asesinado durante la dictadura de Rafael Leónidas Trujillo.
- 1991, Etorriko haiz nirekin?, de Mikel Hernandez Abaitua.
- 1991, Agua turbia, de Aingeru Epaltza.
- 1993, Un hombre solo, de Bernardo Atxaga.
- 1995, Zeru horiek (Esos cielos), de Bernardo Atxaga.
- 1995, Hamaika pauso (Los pasos incontables), de Ramón Saizarbitoria.
- 1996, Kontaktua, de Luistxo Fernandez.
- 1997, Plenilunio, de Antonio Muñoz Molina.
- 1998, El cuaderno rojo, de Arantxa Urretabizkaia.
- 1999, Euri kontuak, de José Luis Otamendi.
- 2001, Una belleza convulsa, de José Manuel Fajardo.
- 2003, Soinujolearen semea (El hijo del acordeonista), de Bernardo Atxaga.
- 2003, Denboraren izerdia, de Xabier Montoia.
- 2003, Letargo, de Jokin Muñoz.
- 2004, Las maletas imposibles, de Juanjo Olasagarre.
- 2005, Gudari Gálvez, de Jorge Martínez Reverte.
- 2006, Los peces de la amargura, de Fernando Aramburu.
- 2009, Ojos que no ven, de José Ángel González Sainz.
- 2010, El amigo armado, de Raul Zelik.
- 2011, Twist, de Harkaitz Cano, inspirada en el caso Lasa y Zabala.[323]
- 2012, Áyax, el buscador de silencio, de Enrique de Rodrigo.[324]
- 2012, La mujer en la cueva, de Francisco Letamendia.
- 2012, Martutene, de Ramón Saizarbitoria.
- 2014, L'homme qui a vu l'homme (El hombre que vio al hombre), de Marin Ledun, inspirada en la desaparición de Jon Anza.[325]
- 2016, Patria, de Fernando Aramburu.
- 2017, El refugio de los canallas, de Juan Bas.[326]
- 2017, Mejor la ausencia, de Edurne Portela.[326]
- 2017, La línea del frente, de Aixa de la Cruz.[326]
- 2017, Los turistas desganados, de Katixa Agirre.[326]
- 2018,  Patria, la novela gráfica , de Toni Fezjula , basada en la novela de Fernando Aramburu .
- 2022, Purgatorio, de Jon Sistiaga.

### En la música
Canciones sobre las víctimas de los atentados de ETA:
- 2016, Valor para recordar, de Local 9.[327]
- 2020, Sirenas, de La Oreja de Van Gogh.[328]

### En los videojuegos
- En el videojuego Counter-Strike: Global Offensive el jugador puede elegir jugar en los mapas "Inferno" e "Italy" como la facción terrorista "Separatists", inspirada en el grupo terrorista ETA.[329]
- El juego para teléfonos móviles 13 Minutes Ago sitúa al jugador minutos antes de que se cometa un atentado de ETA, con la posibilidad de elegir el desenlace.[330]

### En el arte contemporáneo
El artista Omar Jerez realizó una performance contra ETA el 2 de mayo de 2013 simulando llevar un cadáver en los brazos tras haber sufrido un atentado y recorriendo así la calle Juan de Bilbao de San Sebastián, lugar donde se encuentran varios bares frecuentados por simpatizantes de la izquierda abertzale.